# Volkswagen Passat
Volkswagen Passat – samochód osobowy klasy średniej produkowany pod niemiecką marką Volkswagen od 1973 roku. Od 2023 roku produkowana jest dziewiąta generacja modelu.

## Pierwsza generacja

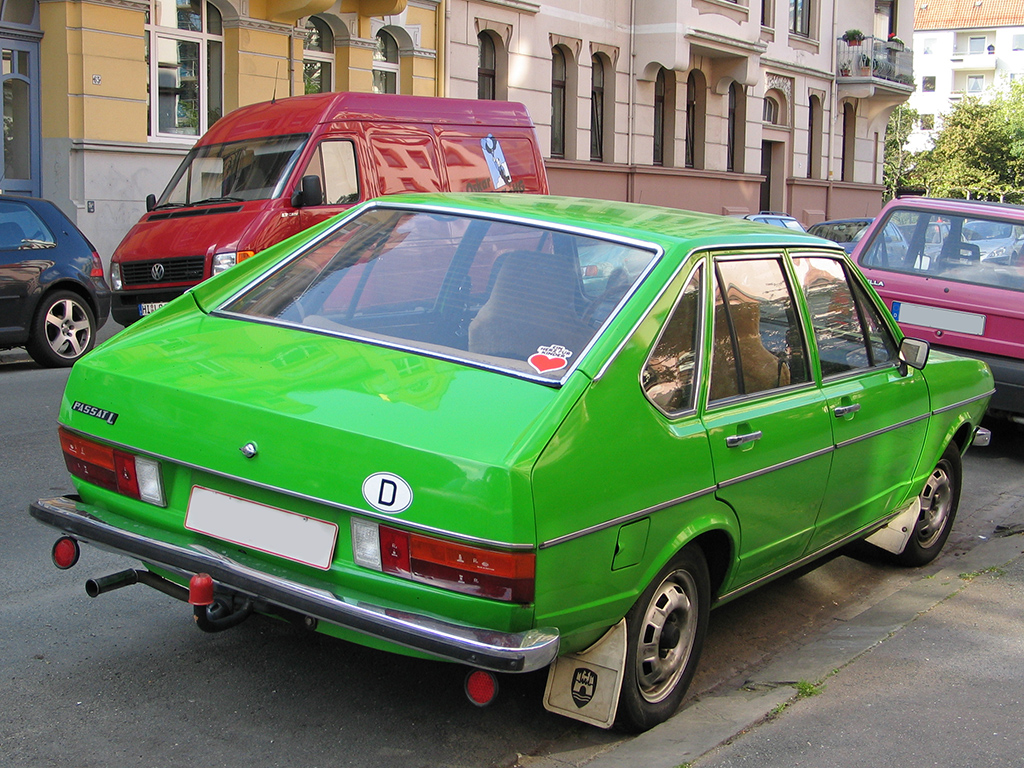
Volkswagen Passat I – tył

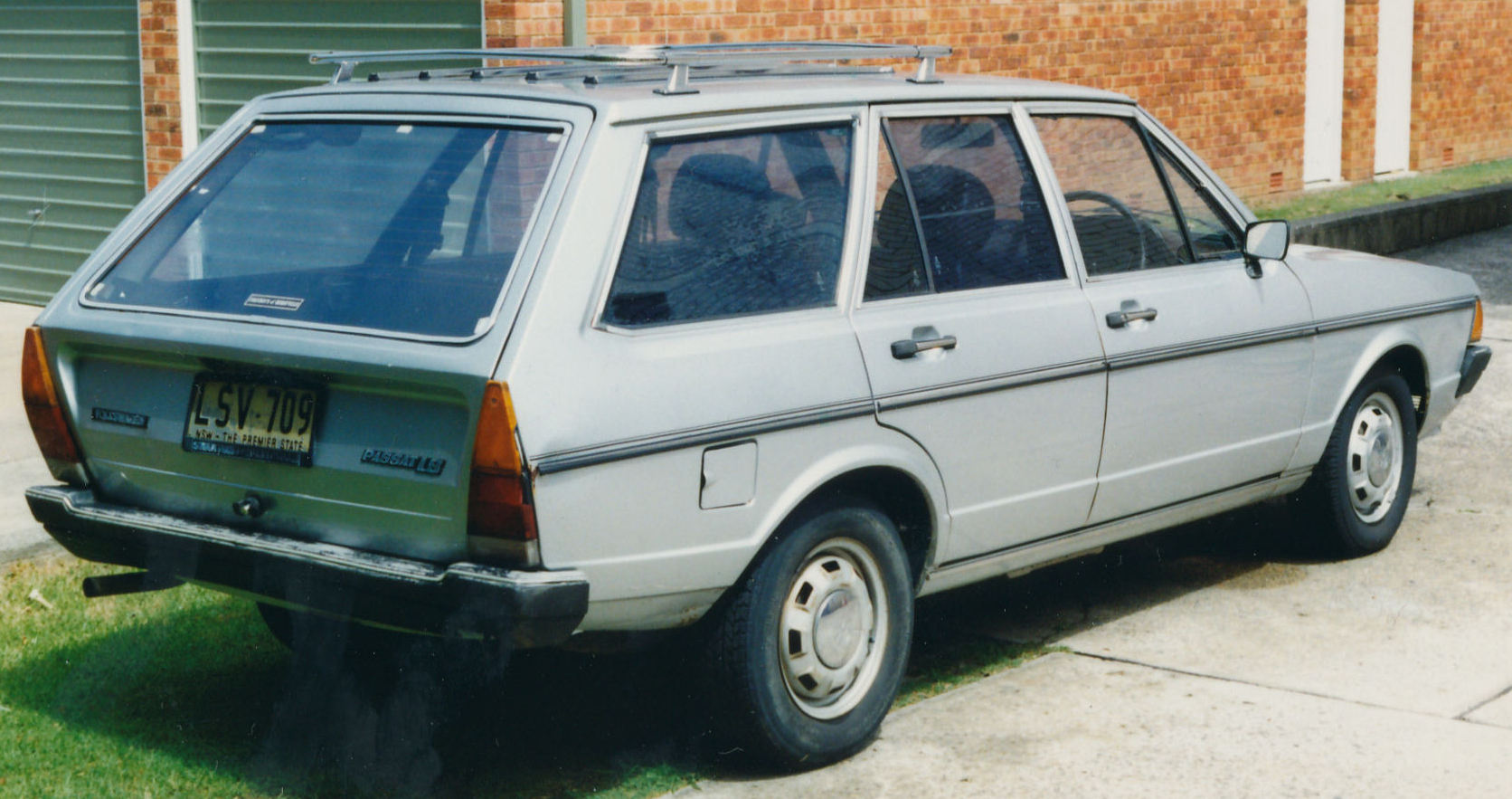
Volkswagen Passat I Variant

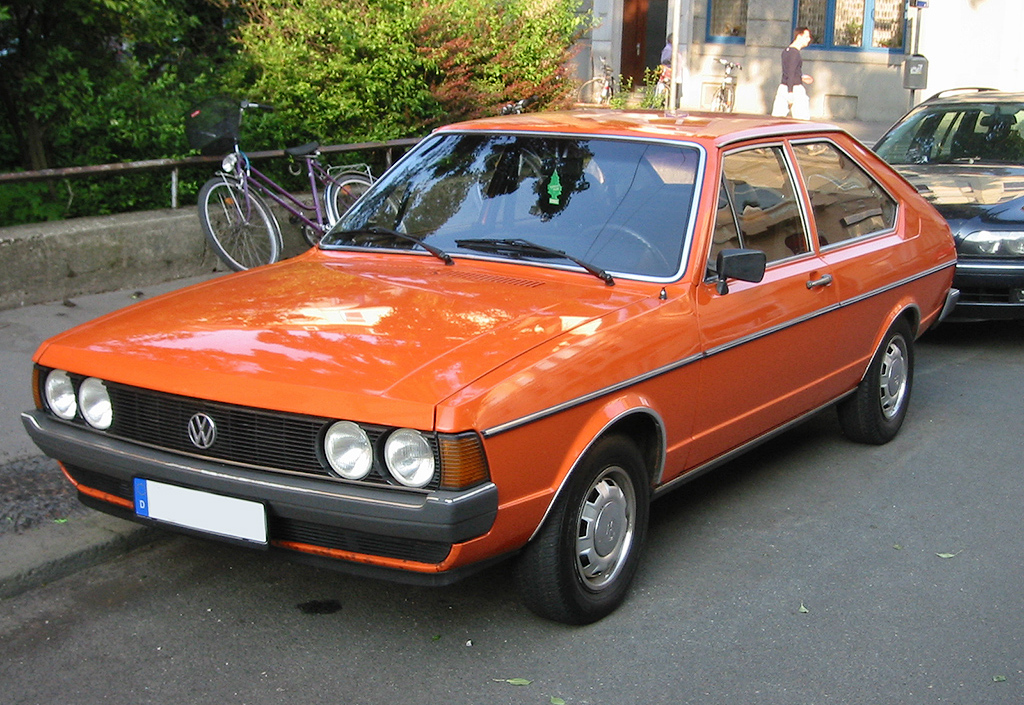
Volkswagen Passat I po liftingu

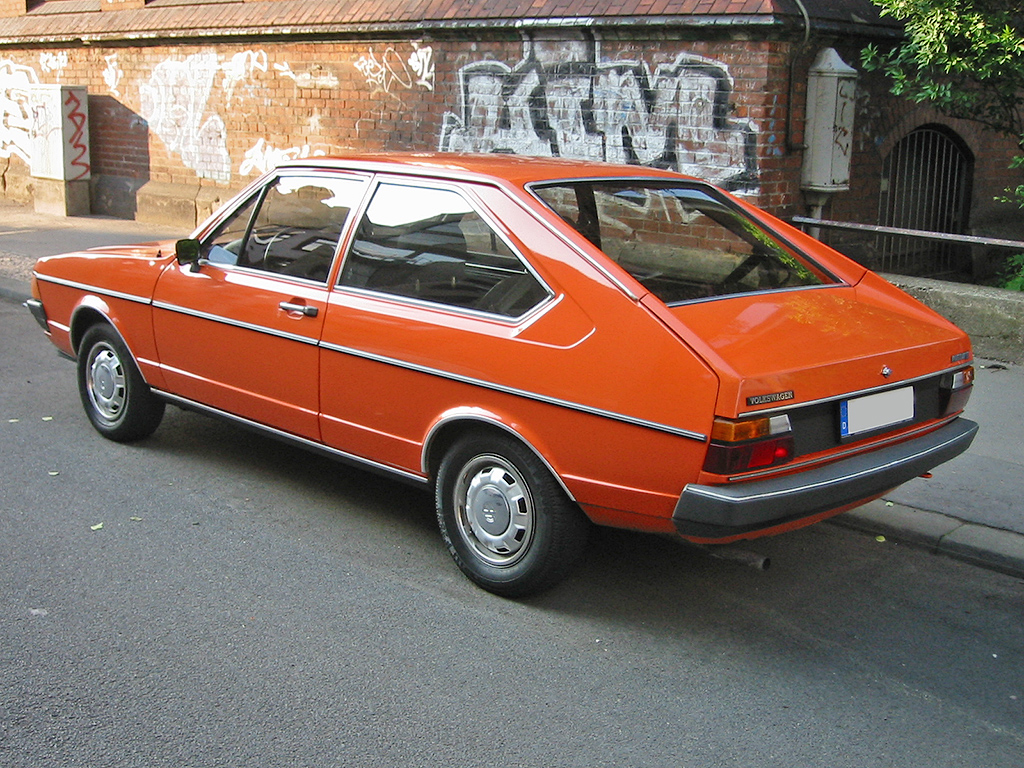
Volkswagen Passat I – tył wersji dwudrzwiowej po liftingu

Volkswagen Passat I został po raz pierwszy oficjalnie zaprezentowany w lipcu 1972 roku.
Nazwa Passat pochodzi od nazwy wiatru morskiego, wiejącego w strefie międzyzwrotnikowej – pasat. Pojazd zbudowany został na bazie płyty podłogowej zaprezentowanego w 1972 roku modelu Audi 80. Auto wyposażono w umieszczony wzdłużnie z przodu silnik napędzający przednią oś pojazdu. Za stylistykę pojazdu odpowiada włoski designer Giorgetto Giugiaro. Podstawowa wersja pojazdu napędzana była zapożyczonym z modelu Audi 80 czterocylindrowym silnikiem benzynowym o pojemności 1,3 l i mocy 55 KM. Bogatsze wersje napędzane były silnikami 1,5 i 75 KM oraz 85 KM.
W 1975 roku niemieccy inżynierowie zwiększyli pojemność skokową silnika 1,5 85 KM do 1,6 i zwiększyli moment obrotowy. W 1977 roku auto przeszło face lifting, a rok później do palety jednostek napędowych pojazdu wprowadzono silnik wysokoprężny 1.5 D o mocy 50 KM przejęty z Golfa I. W 1979 roku zaprezentowano Passata GLI z nowym silnikiem 1.6 wspomaganym wtryskiem paliwa.
W Stanach Zjednoczonych Passata I oferowano pod nazwą Dasher.

### Wersje wyposażeniowe
- L
- LS
- GLI
- GLS
- TS

### Silniki
Benzynowe:
- R4 1.3 55 KM
- R4 1.5 75 KM
- R4 1.5 85 KM
- R4 1.6 85 KM

Wysokoprężne:
- R4 1.5 D 50 KM

## Druga generacja

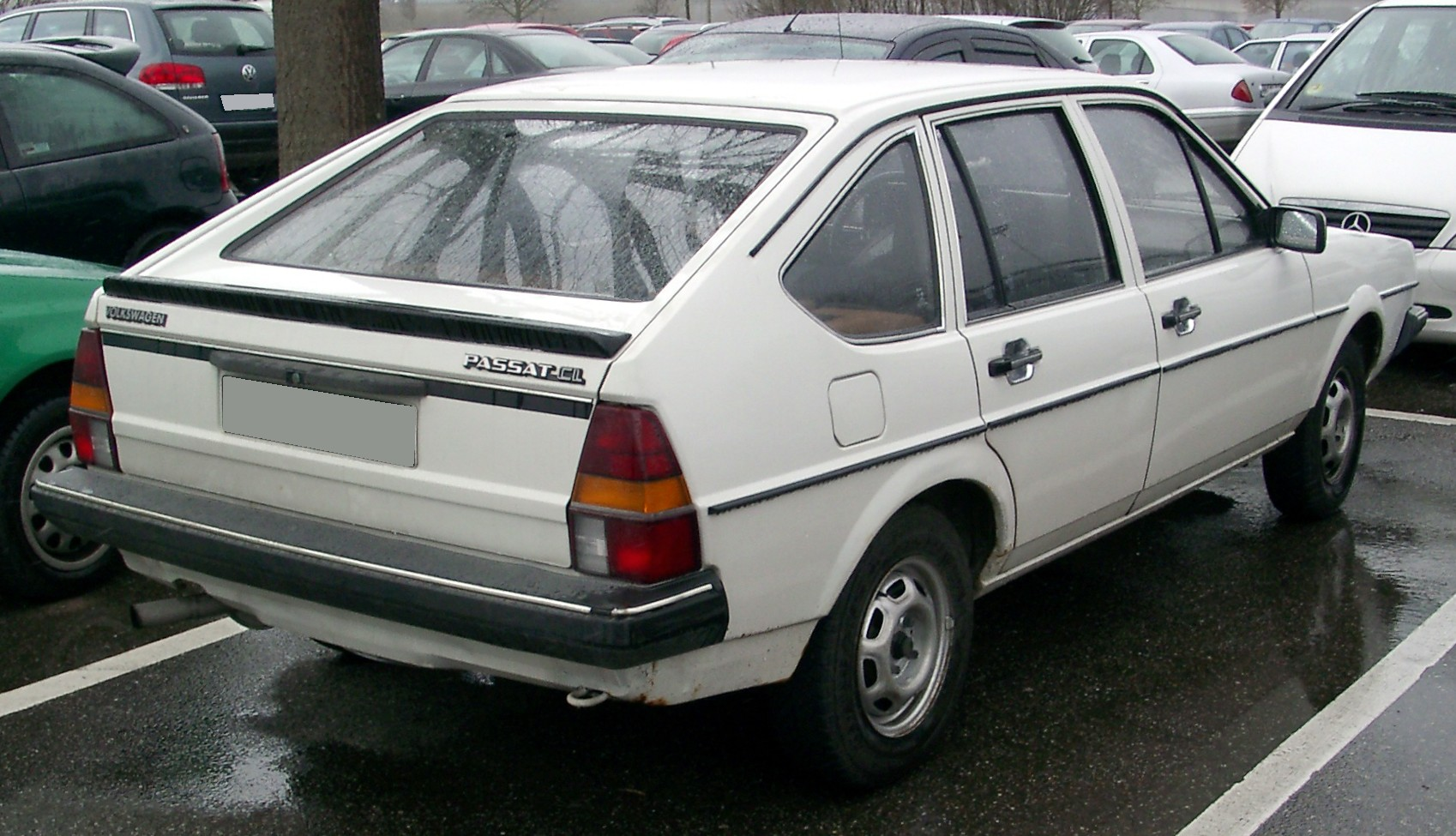
Volkswagen Passat II – tył

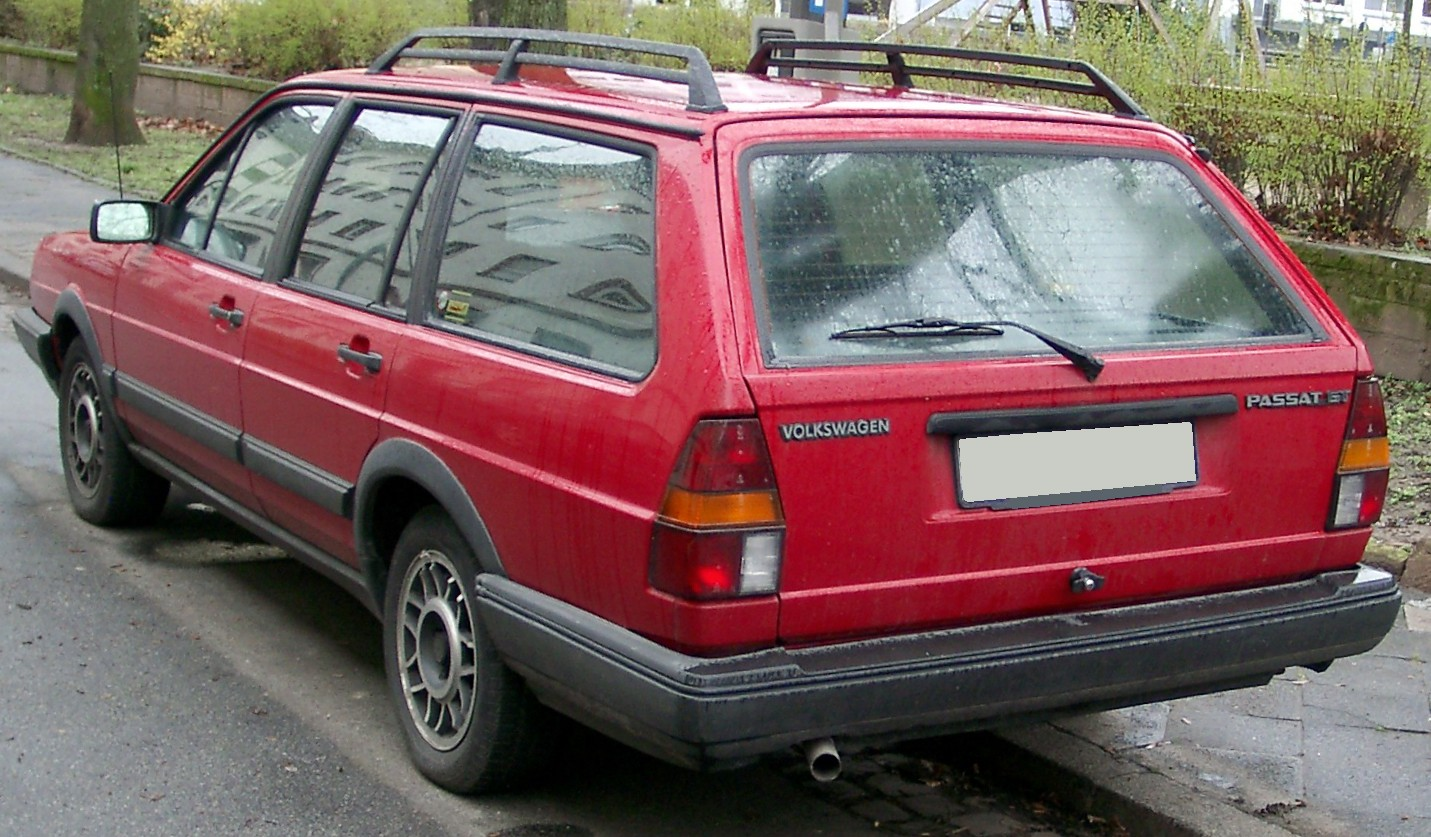
Volkswagen Passat II Variant

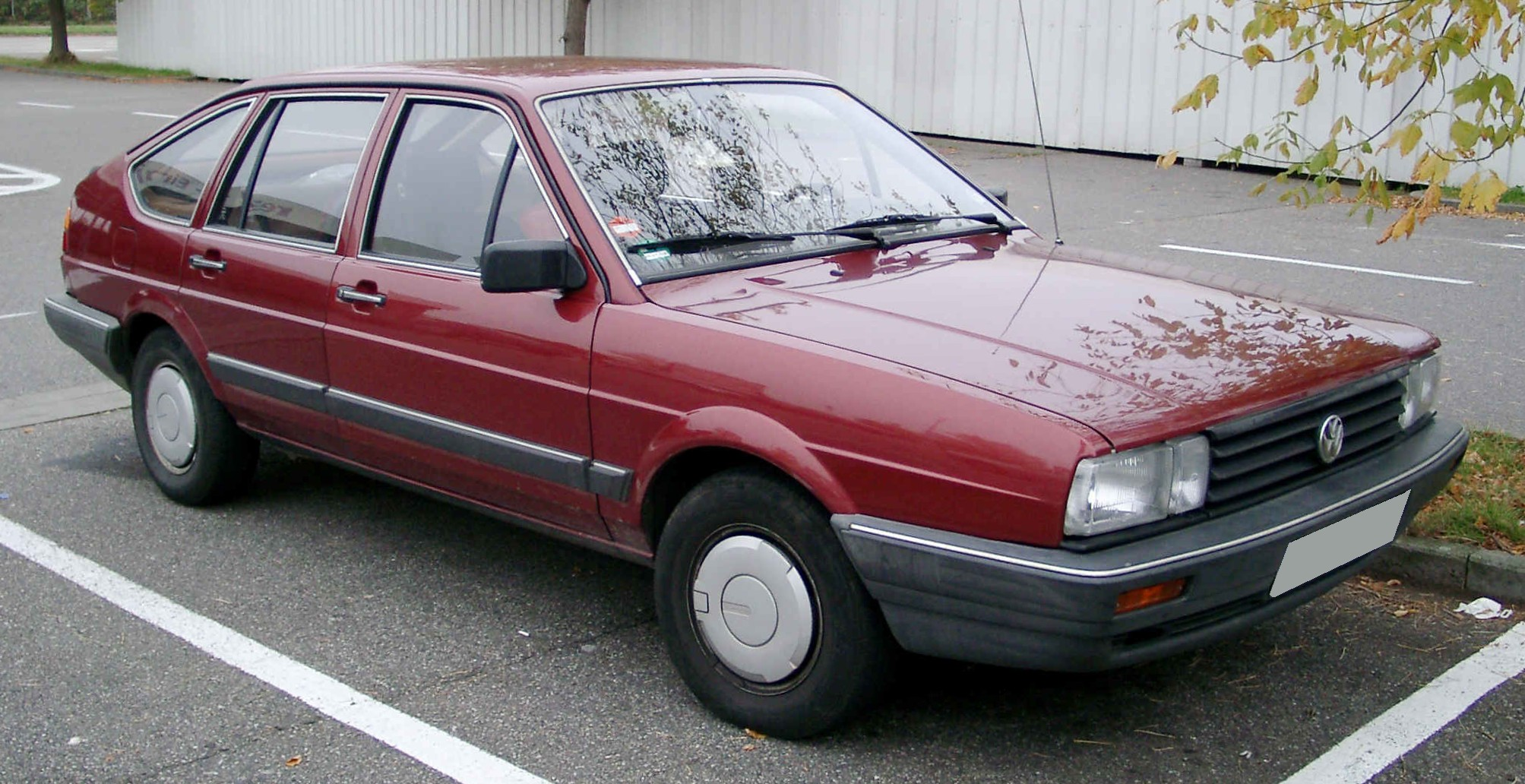
Volkswagen Passat II po liftingu

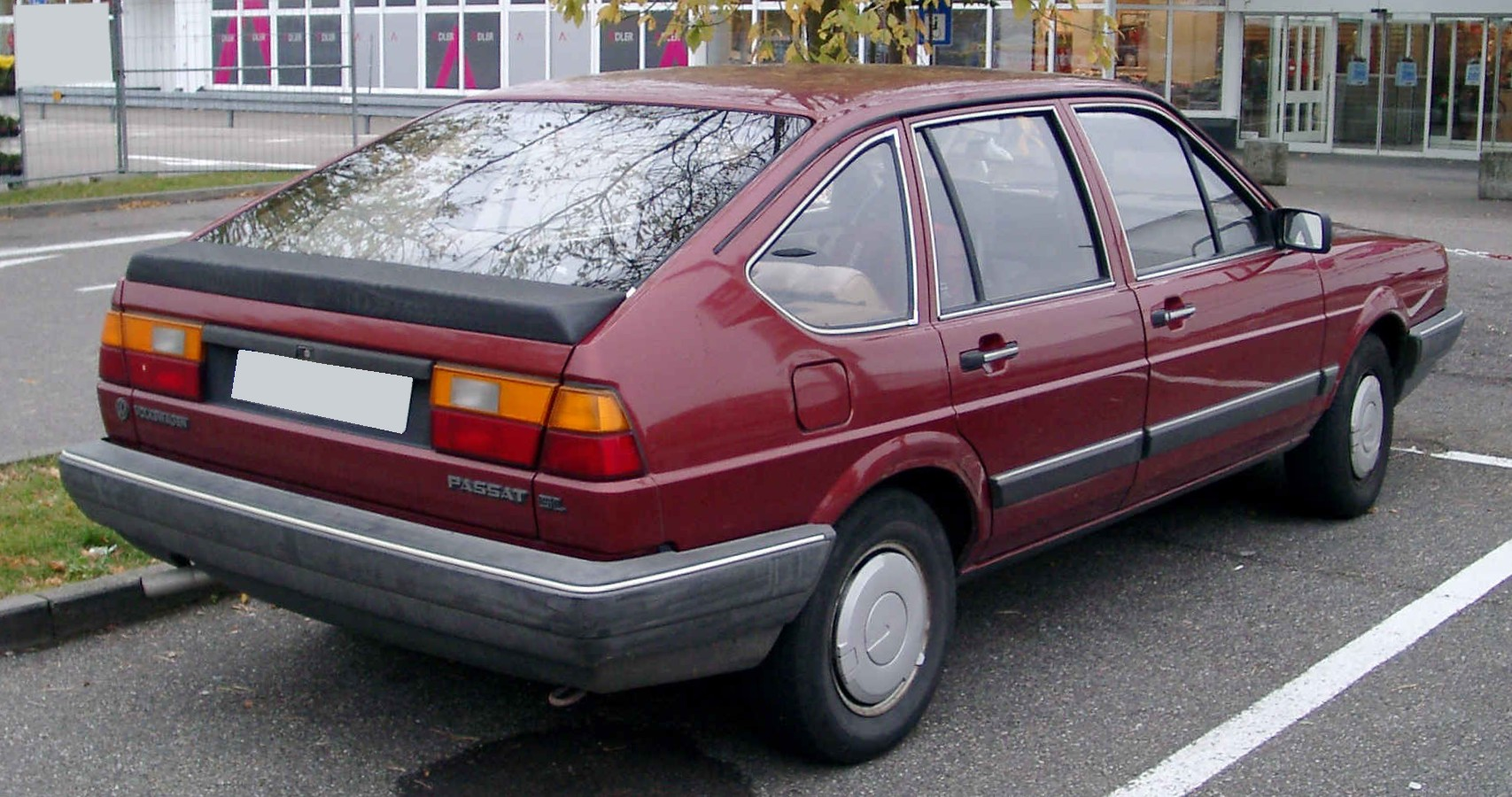
Volkswagen Passat II po liftingu – tył

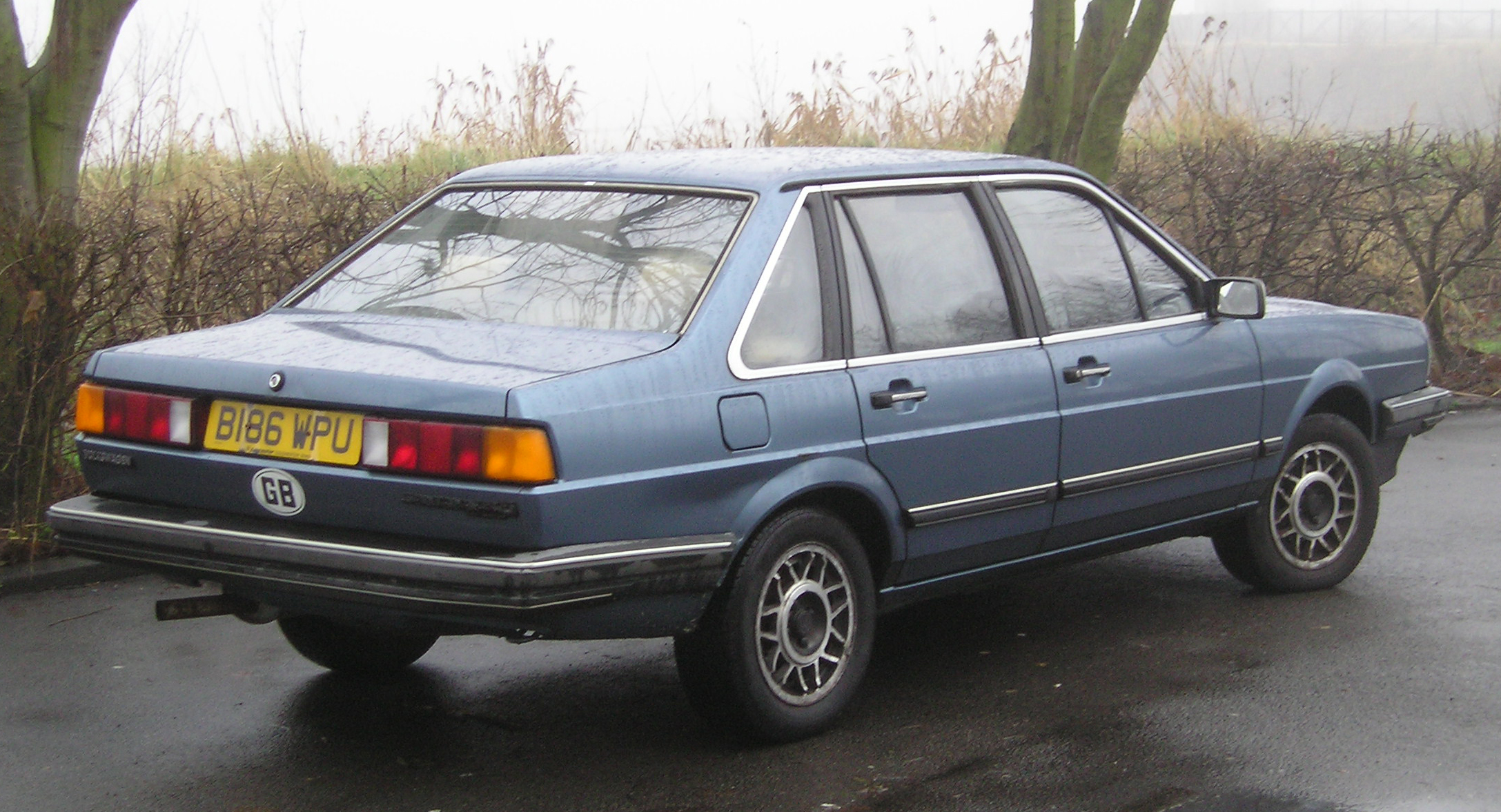
Volkswagen Santana – wersja sedan

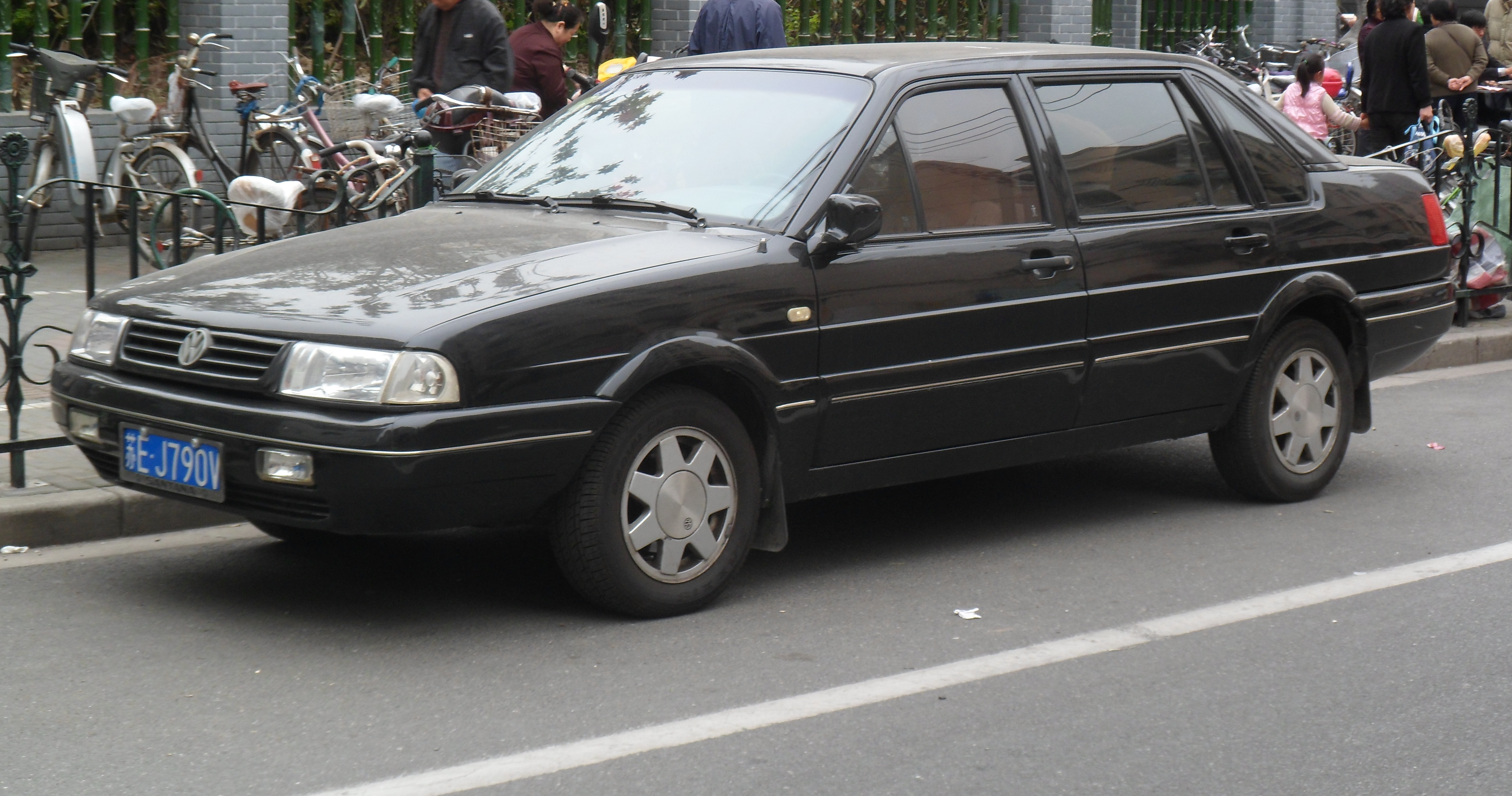
FAW Volkswagen Santana 2000

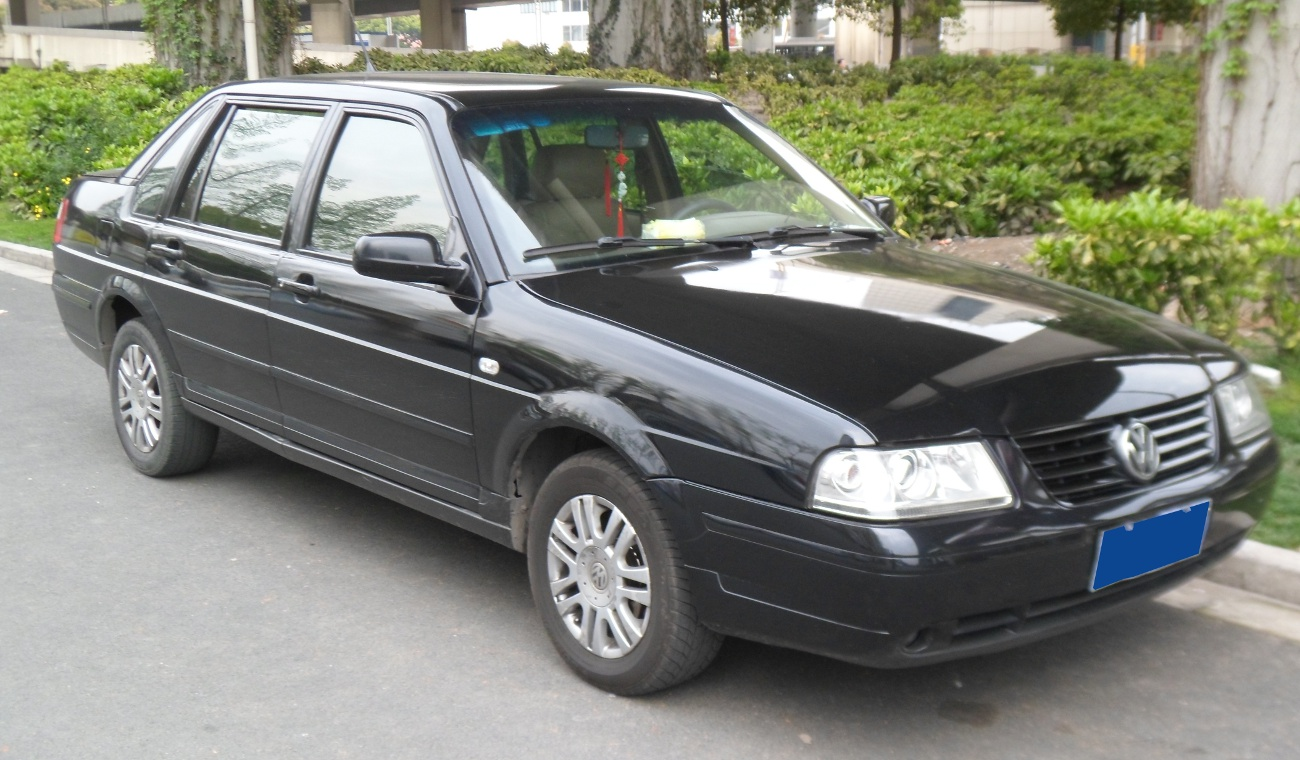
FAW Volkswagen Santana 2012

Volkswagen Passat II został po raz pierwszy oficjalnie zaprezentowany w październiku 1979 roku.
Samochód wszedł do sprzedaży w 1981 roku kontynuując stylistykę rozpoczętą modelem B1. Pojazd otrzymał zupełnie nową rodzinę jednostek napędowych, a w 1982 roku wprowadzony został zupełnie nowy silnik wysokoprężny o pojemności 1,6 l i mocy 70 KM, a także model trójbryłowego sedana oferowanego pod nazwą Santana. W 1984 roku do sprzedaży wprowadzono wersję z napędem na cztery koła – Syncro. W tym samym roku zaprezentowano dwie nowe benzynowe jednostki napędowe - R4 1.8 i R5 2.0.
W 1985 roku auto przeszło delikatną modernizację w postaci kilku wewnętrznych i zewnętrznych elementów stylistycznych. Zmienione zostały m.in. przednie zderzaki i atrapa chłodnicy. Również w tym roku zmieniono nazwę wersji sedan z Santana na Passat (egzemplarze wyprodukowane w Europie).
Na początku lat 80. zaprezentowany został model B2 w pakiecie Formel E, którego powstanie wiąże się z kryzysem naftowym. Auto charakteryzowało się zupełnie nowym wskaźnikiem pokazującym aktualny stan spalanego paliwa oraz specjalną strzałką, która świeciła w momencie najbardziej ekonomicznego prowadzenia pojazdu. Pojazd wyposażono w innowacyjny układ start&stop, dzięki któremu kierowca mógł podczas postoju np. na światłach nacisnąć przycisk STOP, po czym silnik kończył pracę do czasu, gdy jednocześnie nie wciśnięto pedału gazu i sprzęgła lub nie przekręcono stacyjki w pozycję START.
Produkcja wersji sedan pod nazwą Santana była kontynuowana aż do 2012 roku. Samochód przeszedł w międzyczasie dwie duże modernizacje, w ramach których zmieniono wygląd przedniej i tylnej części nadwozia.

### Wersje wyposażeniowe
- C
- CL/CL5
- GL/GL5
- GT
- Trend
- Tramp
- Trophy
- Arena

W zależności od wersji wyposażeniowej oraz rynku zbytu pojazdu, auto wyposażone mogło być m.in. w elektryczne sterowanie szyb, elektryczne sterowanie lusterek, elektrycznie regulowany szyberdach, wspomaganie kierownicy, tempomat podgrzewane fotele oraz klimatyzację.
| Silniki               | Układ zasilania    | Pojemność skokowa [cm³] | Typ silnika        | Moc maksymalna           | Moment Obrotowy    | Kod silnika                    |
| Silniki benzynowe:    | Silniki benzynowe: | Silniki benzynowe:      | Silniki benzynowe: | Silniki benzynowe:       | Silniki benzynowe: |                                |
| --------------------- | ------------------ | ----------------------- | ------------------ | ------------------------ | ------------------ | ------------------------------ |
| 1.3 8V                | gaźnik             | 1 272 cm³               | R4                 | 55 KM / 40kW             | 90-100N·m          | FY, FZ, EP                     |
| 1.6 8V                | gaźnik             | 1 588 cm³               | R4                 | 69-75KM / 50-55kW        | 115–127N·m         | WP, YY, YN, WV, WY, YP, JU, DT |
| 1.8 8V                | gaźnik             | 1 781 cm³               | R4                 | 87-112KM /64-82kW        | 145N·m             | DS, JV, JN, RM                 |
| 1.9 8V                | gaźnik             | 1 857 cm³               | R5                 | 115KM / 85kW             | 154N·m             | WN                             |
| 2.0 10V               | K-Jetronic         | 1 984 cm³               | R5                 | 115KM / 85kW             | 160–175N·m         | SK, JS, HP, JD                 |
| 2.1 10V               | K-Jetronic         | 2 110 cm³               | R5                 | 115KM / 85kW             | 168N·m             | WE                             |
| 2.2 10V               | K-Jetronic         | 2 222 cm³               | R5                 | 115KM-136KM / 85kW-100kW | 170–184N·m         | KV, HY, JT                     |
| Silniki wysokoprężne: |                    |                         |                    |                          |                    |                                |
| 1.6 D                 | Bosch VE           | 1 588 cm³               | R4                 | 55KM/40kW                | 102N·m             | CR, JK                         |
| 1.6 TD                | Bosch VE           | 1 588 cm³               | R4                 | 70KM/51kW                | 100–133N·m         | CY, MD                         |
| 1.6 TDic              | Bosch VE           | 1 588 cm³               | R4                 | 80KM/59kW                | 155N·m             | RA                             |

## Trzecia generacja

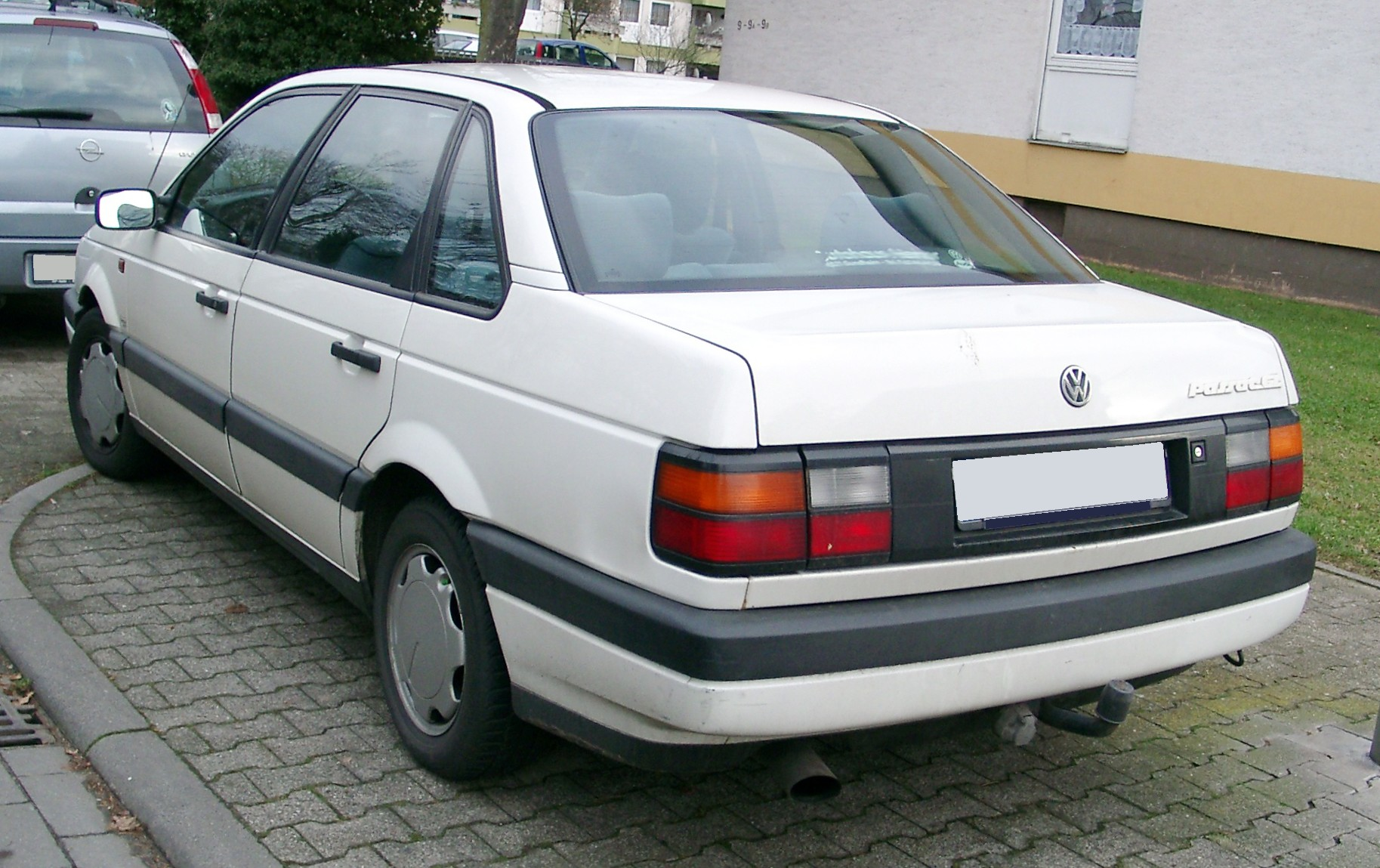
Volkswagen Passat III – tył

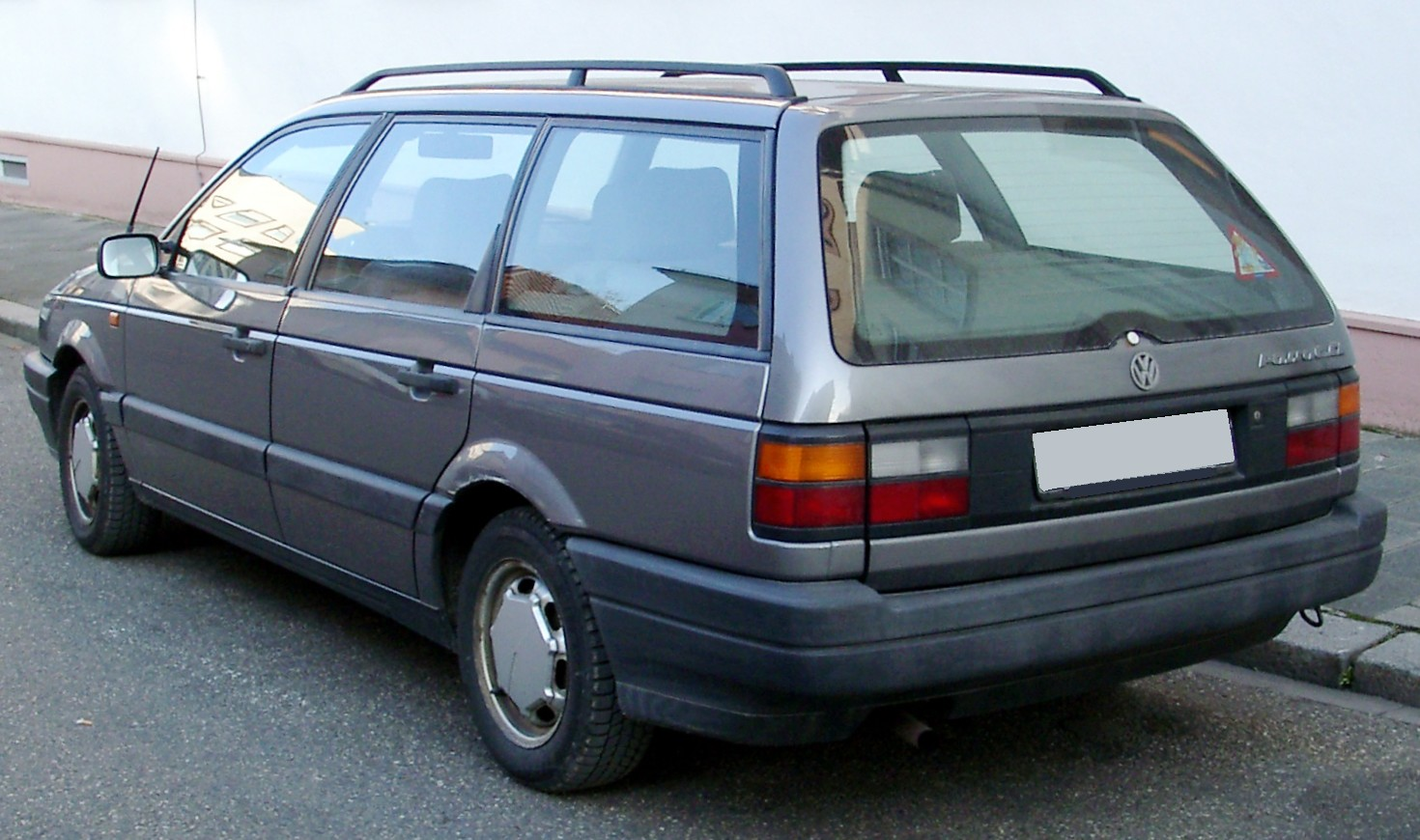
Volkswagen Passat III Variant

Volkswagen Passat III został po raz pierwszy oficjalnie zaprezentowany podczas targów motoryzacyjnych w Genewie w marcu 1989 roku.
Stylistom Volkswagena postawiono za zadanie stworzyć zupełnie nowy projekt Passata B3. Auto jest bardziej stonowane i mniej ekstrawaganckie, a także bardzo aerodynamiczne. Współczynnik oporu powietrza wynosi 0,29. Przy prezentacji nowego modelu zrezygnowano z dotychczasowych wersji nadwoziowych pojazdu na rzecz wersji sedan i kombi, która to opcjonalnie wyposażona mogła być w pneumatyczne zawieszenie Nivomat. Jest to także pierwszy model Passata z silnikiem umieszczonym poprzecznie.
W 1991 roku auto przeszło delikatny lifting.
W plebiscycie na Europejski Samochód Roku 1989 model zajął 3. pozycję (za Fiatem Tipo i Oplem Vectrą A).

### Wersje wyposażeniowe
- CL
- GL
- GT
- G60
- Arriva – edycja specjalna
- Classic Line – edycja specjalna
- Exclusive – edycja specjalna
- Pacific – edycja specjalna
- Trend – edycja specjalna

### Silniki
| Silnik                | Pojemność skokowa [cm³] | Typ silnika        | Kod silnika        | Liczba cylindrów /zaworów | Moc maksymalna [KM] przy obr./min | Maks. moment obrotowy [Nm] przy obr./min | Lata produkcji     |                    |                    |
| Silniki benzynowe:    | Silniki benzynowe:      | Silniki benzynowe: | Silniki benzynowe: | Silniki benzynowe:        | Silniki benzynowe:                | Silniki benzynowe:                       | Silniki benzynowe: | Silniki benzynowe: | Silniki benzynowe: |
| --------------------- | ----------------------- | ------------------ | ------------------ | ------------------------- | --------------------------------- | ---------------------------------------- | ------------------ | ------------------ | ------------------ |
| 1.6 8V                | 1595                    | R4                 | RF, 1F             | 4/8                       | 72 (53)/5200                      | 120/2600                                 | 1988–1993          |                    |                    |
| 1.6 8V                | 1595                    | R4                 | EZ, ABN            | 4/8                       | 75 (53)/5200                      | 120/2600                                 | 1988–1993          |                    |                    |
| 1.8 8V                | 1781                    | R4                 | AAM                | 4/8                       | 75 (53)/5000                      | 140/2500                                 | 1990–1993          |                    |                    |
| 1.8 8V                | 1781                    | R4                 | RP, ABS            | 4/8                       | 90 (66)/5500                      | 142/3000                                 | 1988–1993          |                    |                    |
| 1.8 8V                | 1781                    | R4                 | PF                 | 4/8                       | 107 (79)/5400                     | 157/3800                                 | 1988–1990          |                    |                    |
| 1.8 8V                | 1781                    | R4                 | PB                 | 4/8                       | 112 (82)/5500                     | 159/4000                                 | 1988–1990          |                    |                    |
| 1.8 8V G60            | 1781                    | R4                 | PG                 | 4/8                       | 160 (118)/5600                    | 225/3800                                 | 1988–1993          |                    |                    |
| 2.0 8V                | 1984                    | R4                 | 2E                 | 4/8                       | 115 (85)/5400                     | 166/3200                                 | 1990–1993          |                    |                    |
| 2.0 16V               | 1984                    | R4                 | 9A                 | 4/16                      | 136 (100)/5800                    | 180/4400                                 | 1988–1993          |                    |                    |
| 2.8 12V               | 2792                    | VR6                | AAA                | 6/12                      | 174 (128)/5800                    | 235/4200                                 | 1990–1993          |                    |                    |
| Silniki wysokoprężne: |                         |                    |                    |                           |                                   |                                          |                    |                    |                    |
| 1.6 TD                | 1588                    | R4                 | RA, SB             | 4/8                       | 80 (59)/4500                      | 155/2500–3000                            | 1988–1989          |                    |                    |
| 1.9 D                 | 1896                    | R4                 | 1Y                 | 4/8                       | 68 (50)/4400                      | 127/2200–2600                            | 1989–1993          |                    |                    |
| 1.9 TD                | 1896                    | R4                 | AAZ                | 4/8                       | 75 (55)/4400                      | 150/2200–2800                            | 1991–1993          |                    |                    |

## Czwarta generacja

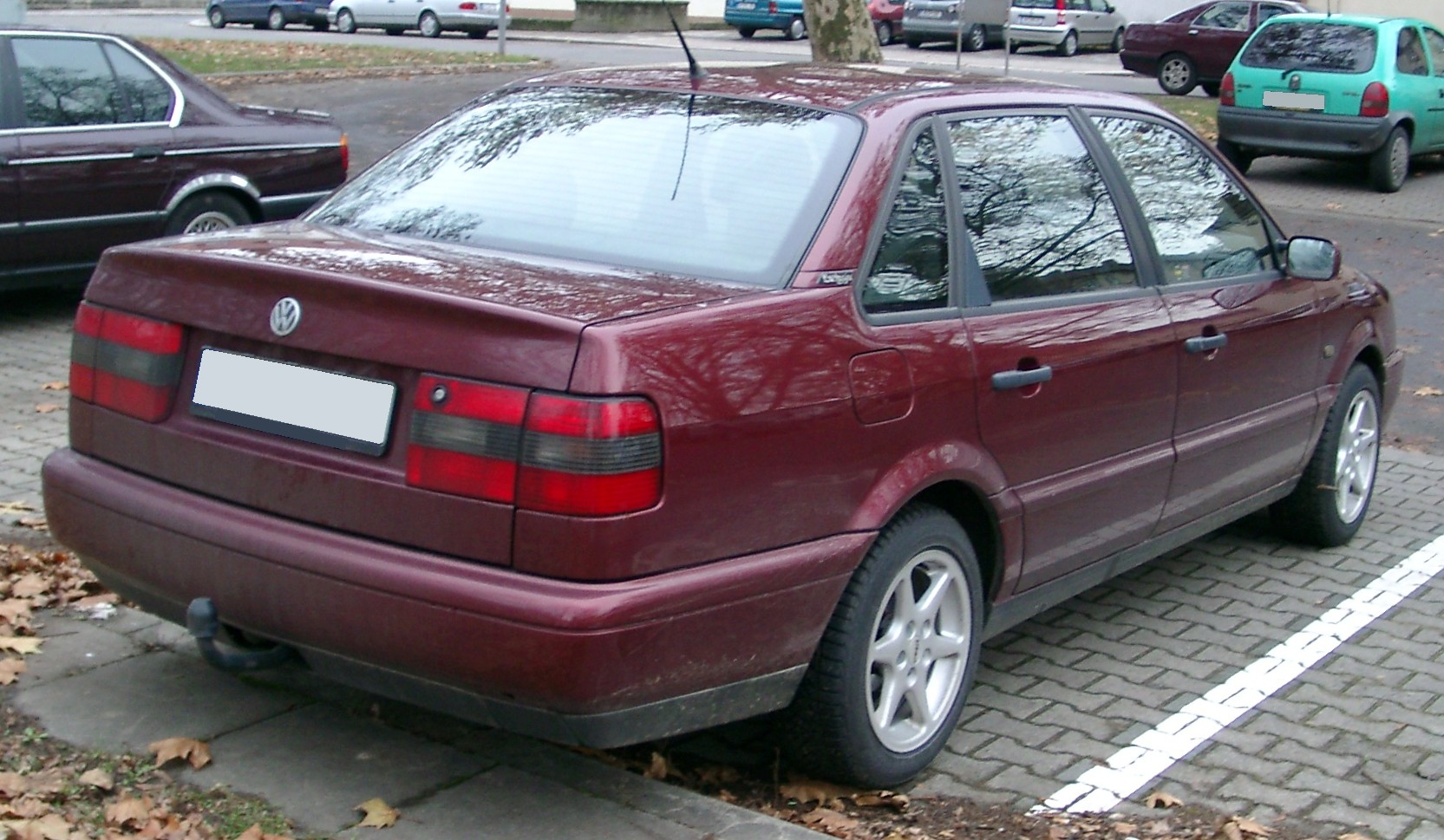
Volkswagen Passat IV – tył

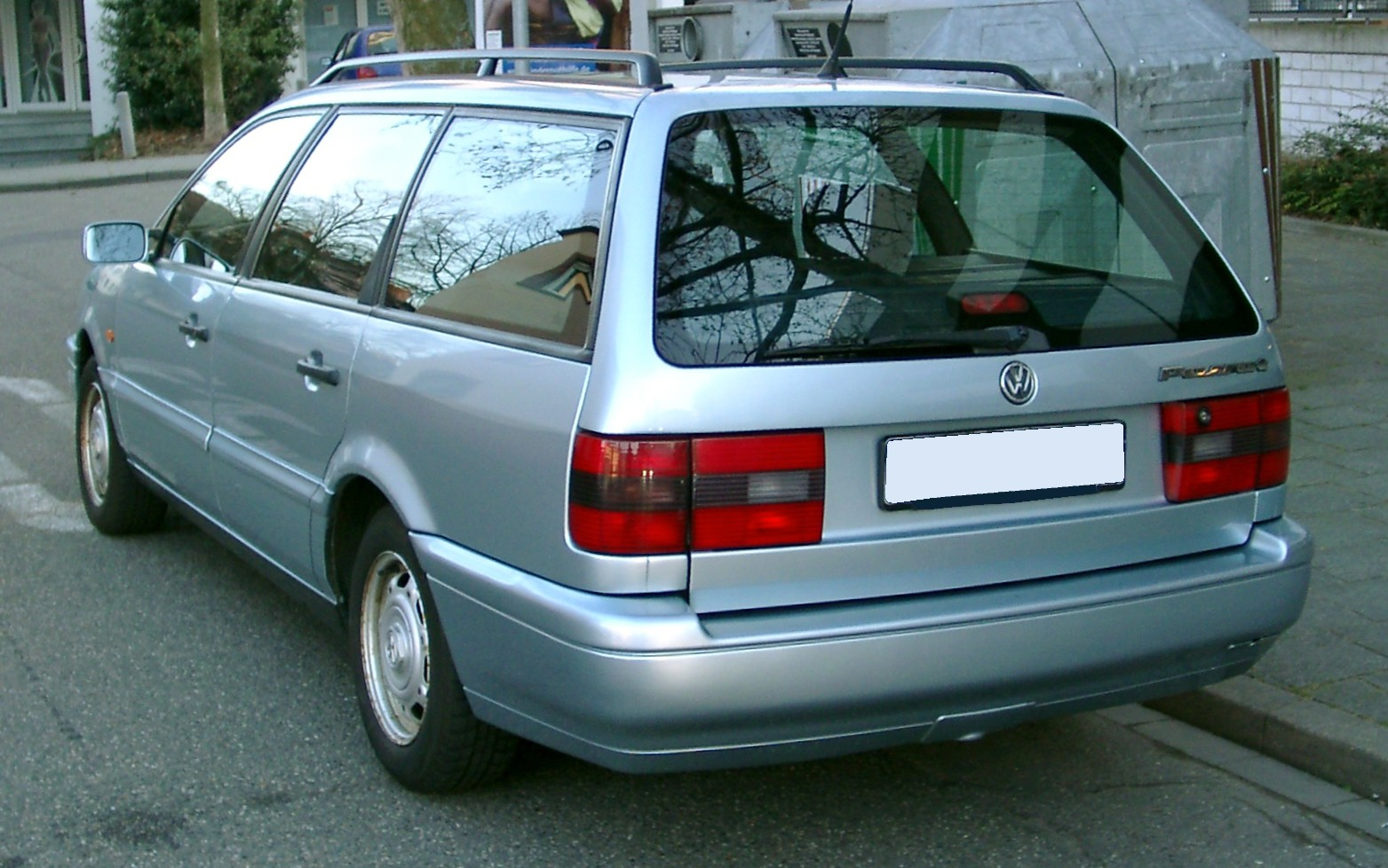
Volkswagen Passat IV Variant

Volkswagen Passat IV został po raz pierwszy oficjalnie zaprezentowany w sierpniu 1993 roku.
Volkswagen Passat B4 jest tak naprawdę gruntownie zmodernizowanym modelem B3, w stosunku do którego przeprojektowane zostało nadwozie oraz odświeżone wnętrze. Z zewnątrz pojazd upodobniony został do innych ówcześnie produkowanych modeli marki. Przy okazji podniesiony został poziom bezpieczeństwa pojazdu dzięki zastosowaniu m.in. w pełni kontrolowanych stref zgniotu, pirotechnicznych napinaczy pasów bezpieczeństwa, zagłówków dla pasażerów, teleskopowej kolumny kierowniczej oraz wydajniejszego układu hamulcowego.
W 1995 roku auto poddano delikatnej modernizacji, która obejmowała jedynie kilka zmian elementów stylistycznych, w tym m.in. przyciemnienie tylnych lamp. Przy okazji wprowadzony został nowy silnik benzynowy 1,6 l o mocy 101 KM. Rok później auto przeszło kolejną modernizację, w ramach której wyeliminowane zostały oznaczenia wersji wyposażeniowych CL, GL oraz GT, a także wzbogacono gamę jednostek wysokoprężnych o silnik 1.9 TDI o mocy 110 KM.

### Wersje wyposażeniowe
- CL
- GL
- GT
- GLX
- GLS
- Exclusive

### Silniki
| Silnik                | Pojemność skokowa [cm³] | Typ silnika        | Kod silnika        | Liczba cylindrów /zaworów | Moc maksymalna [KM] przy obr./min | Maks. moment obrotowy [Nm] przy obr./min | Przyspieszenie 0–100 km/h [s] | Prędkość maksymalna [km/h] | Lata produkcji     |
| Silniki benzynowe:    | Silniki benzynowe:      | Silniki benzynowe: | Silniki benzynowe: | Silniki benzynowe:        | Silniki benzynowe:                | Silniki benzynowe:                       | Silniki benzynowe:            | Silniki benzynowe:         | Silniki benzynowe: |
| --------------------- | ----------------------- | ------------------ | ------------------ | ------------------------- | --------------------------------- | ---------------------------------------- | ----------------------------- | -------------------------- | ------------------ |
| 1.6 8V                | 1595                    | R4                 | AEK                | 4/8                       | 100 (74)/5800                     | 135/4400                                 | 12,9                          | 186                        | 1994–1995          |
| 1.6 8V                | 1595                    | R4                 | AFT                | 4/8                       | 100 (74)/5800                     | 140/3500                                 | 12,9                          | 186                        | 1995–1997          |
| 1.8 8V                | 1781                    | R4                 | AAM, ANN           | 4/8                       | 75 (55)/5000                      | 140/2500                                 | 15,5                          | 169                        | 1993–1997          |
| 1.8 8V                | 1781                    | R4                 | ADZ                | 4/8                       | 90 (66)/5000                      | 145/2500                                 | 14,4                          | 182                        | 1993–1997          |
| 2.0 8V                | 1984                    | R4                 | 2E, ADY            | 4/8                       | 115 (85)/5400                     | 166/3200                                 | 11,8                          | 195                        | 1993–1997          |
| 2.0 8V                | 1984                    | R4                 | AGG                | 4/8                       | 115 (85)/5400                     | 166/2600                                 | 11,8                          | 195                        | 1995–1997          |
| 2.0 16V               | 1984                    | R4                 | ABF                | 4/16                      | 150 (110)/6000                    | 180/4800                                 | 9,7                           | 213                        | 1994–1997          |
| 2.8 VR6               | 2792                    | VR6                | AAA                | 6/12                      | 174 (128)/5800                    | 235/4200                                 | 8,7                           | 224                        | 1993–1997          |
| 2.9 VR6               | 2861                    | VR6                | ABV                | 6/12                      | 184 (135)/5800                    | 245/4200                                 | 9,2                           | 218                        | 1994–1997          |
| Silniki wysokoprężne: |                         |                    |                    |                           |                                   |                                          |                               |                            |                    |
| 1.9 TD                | 1896                    | R4                 | AAZ                | 4/8                       | 75 (55)/4200                      | 150/2400–3400                            | 18                            | 165                        | 1993–1997          |
| 1.9 TDI               | 1896                    | R4                 | 1Z                 | 4/8                       | 90 (66)/4000                      | 202/1900                                 | 14,1                          | 178                        | 1993–1996          |
| 1.9 TDI               | 1896                    | R4                 | AHU                | 4/8                       | 90 (66)/4000                      | 210/1900                                 | 14,1                          | 178                        | 1996–1997          |
| 1.9 TDI               | 1896                    | R4                 | AFN                | 4/8                       | 110 (81)/4150                     | 235/1900                                 | 11,9                          | 193                        | 1996–1997          |

## Piąta generacja

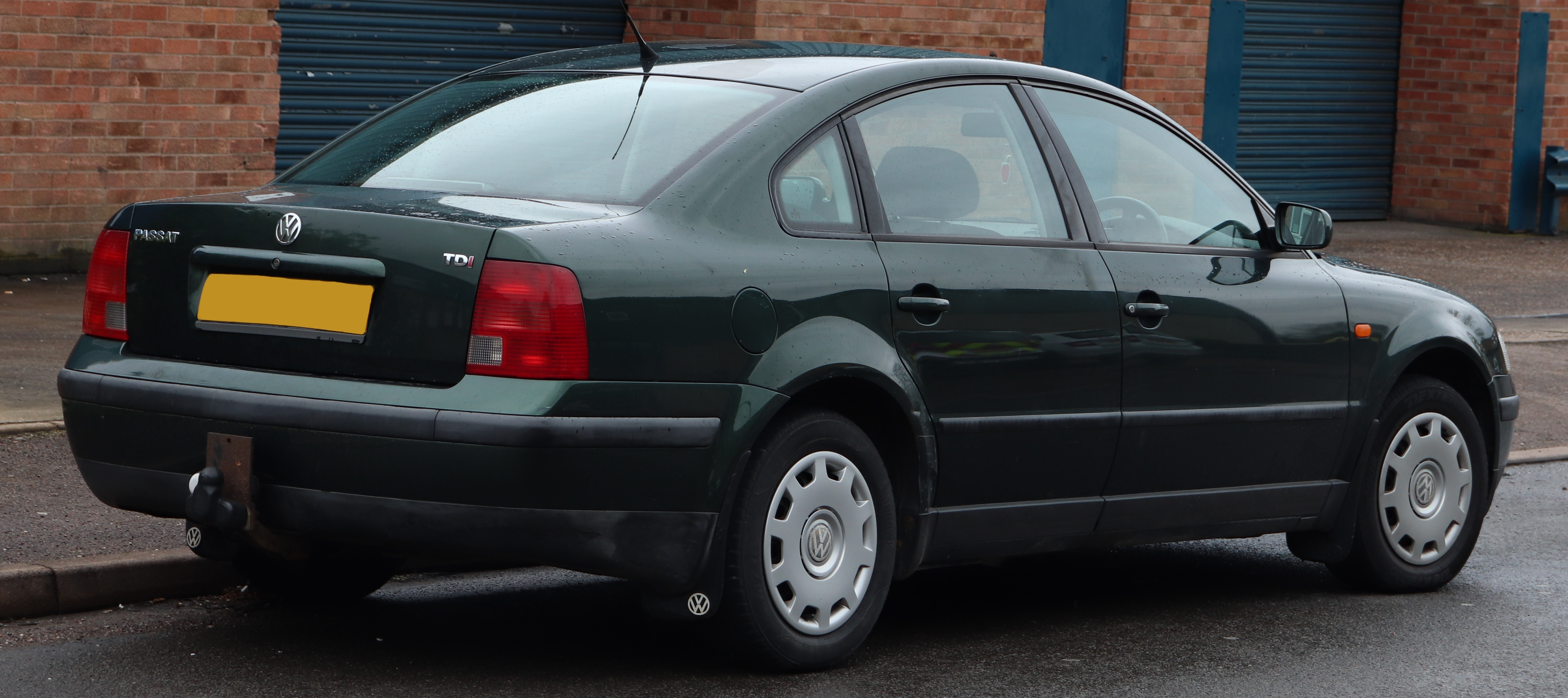
Volkswagen Passat V – tył

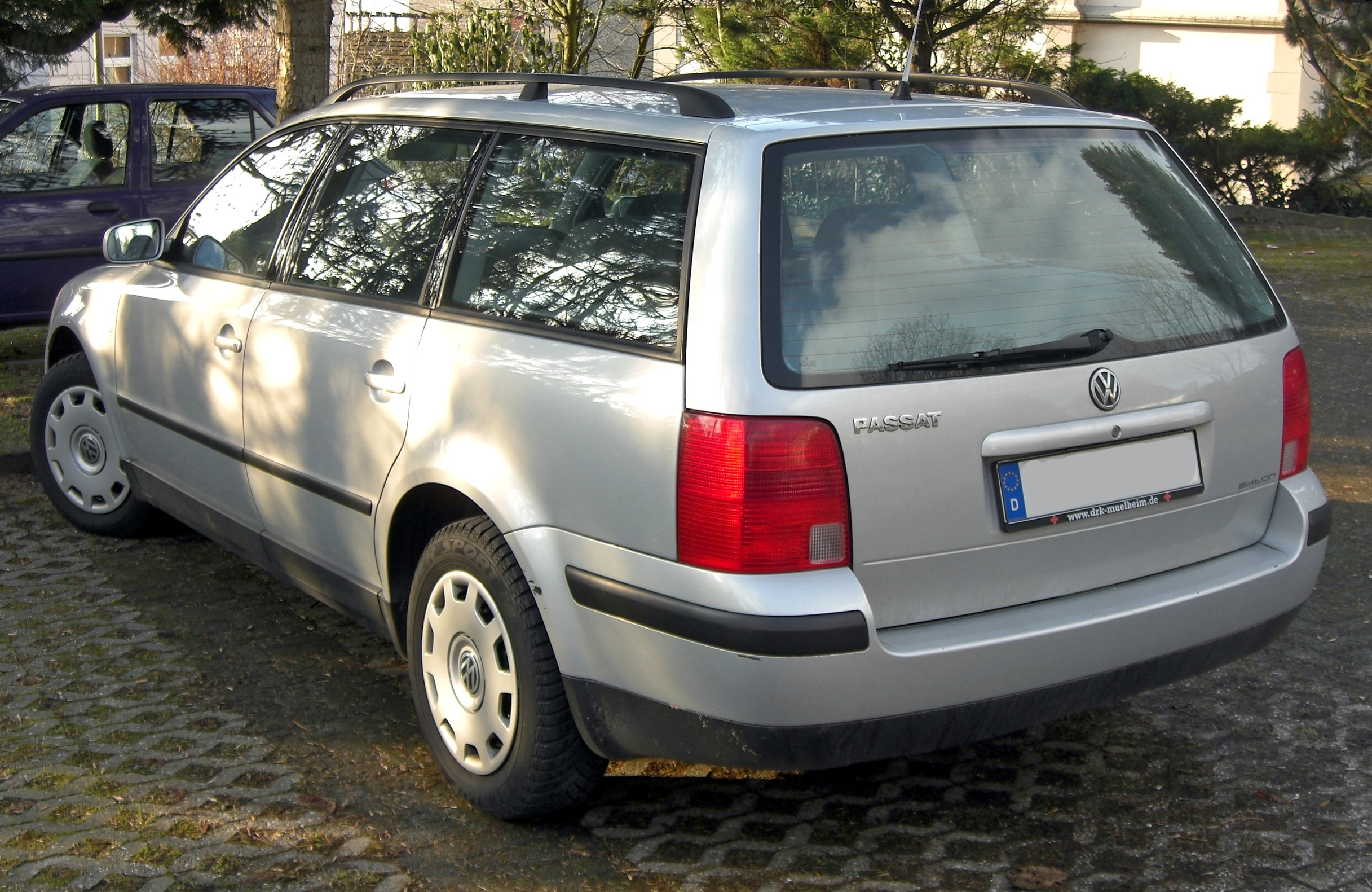
Volkswagen Passat V Variant

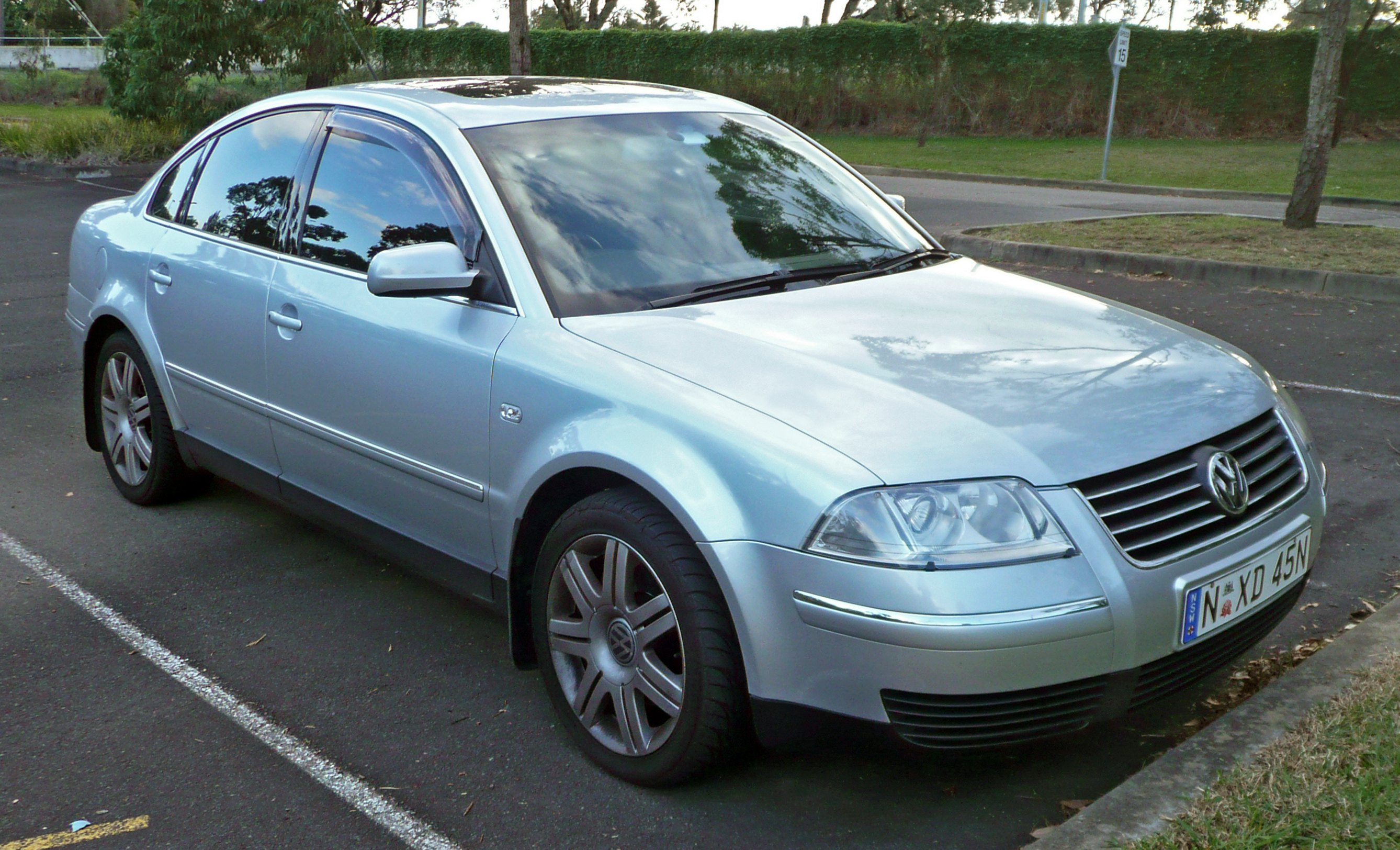
Volkswagen Passat V po liftingu

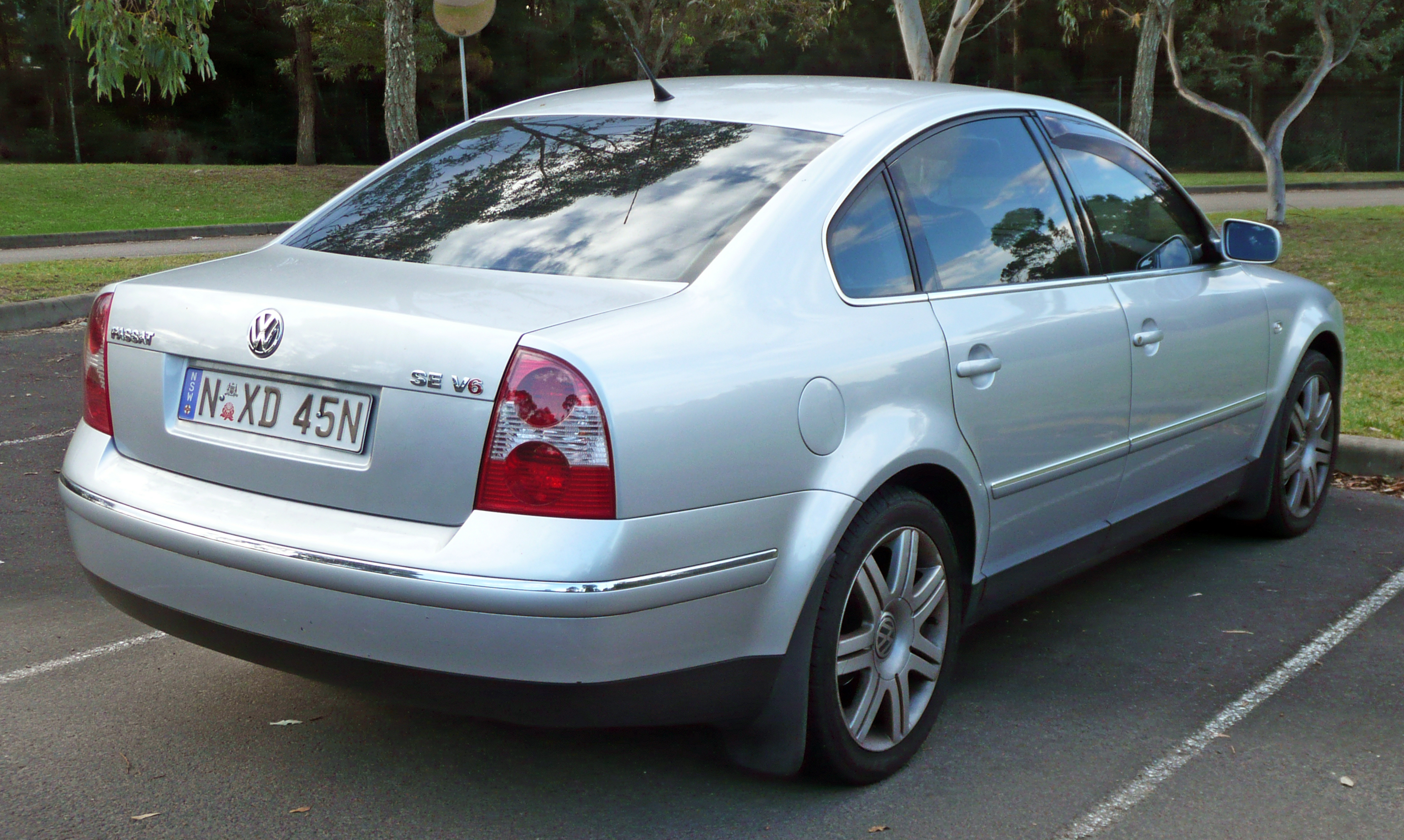
Volkswagen Passat V – tył po liftingu

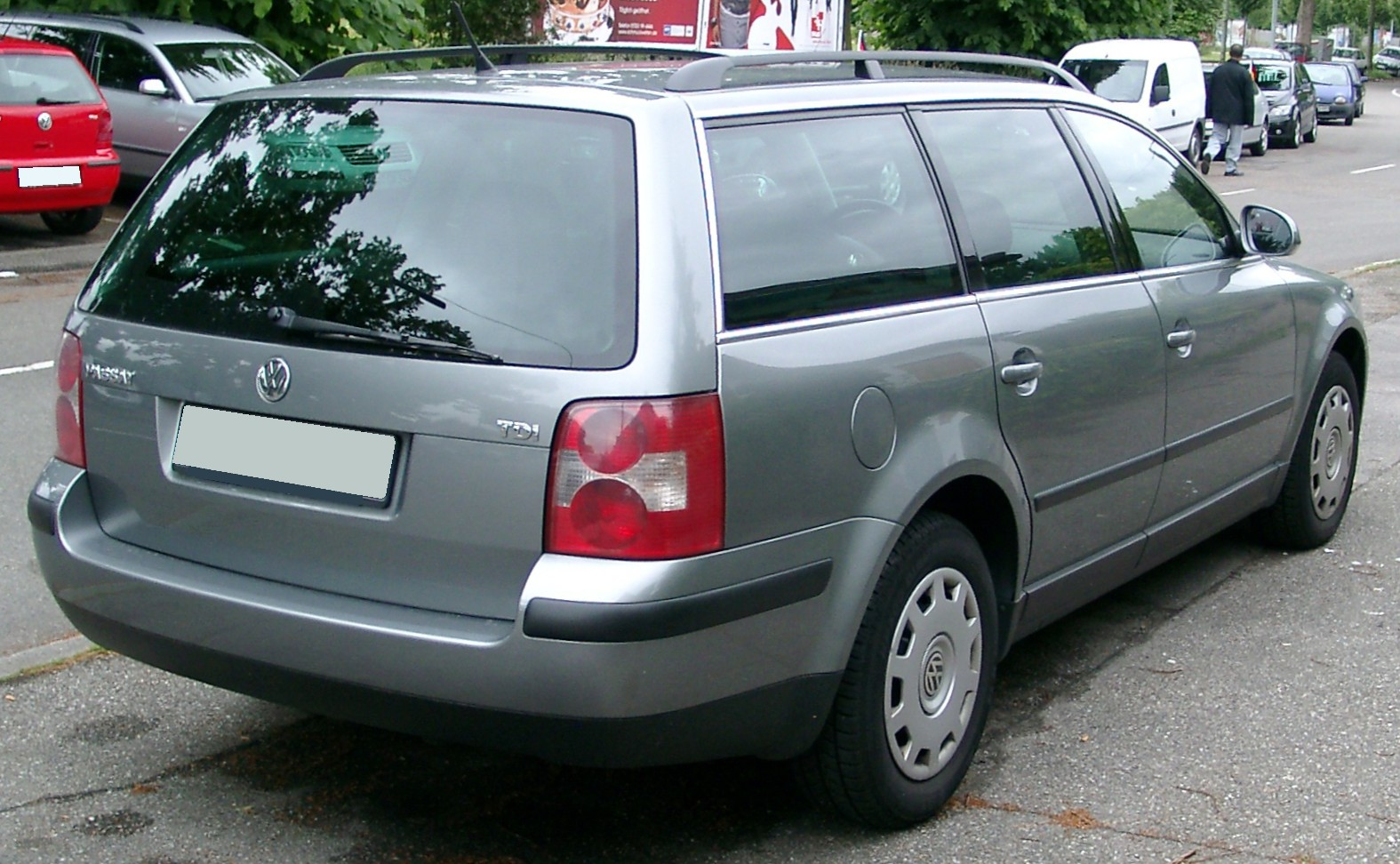
Volkswagen Passat V Variant po liftingu

Volkswagen Passat V został po raz pierwszy oficjalnie zaprezentowany w 1996 roku.
Volkswagen Passat B5 został zbudowany całkowicie od podstaw. Bazuje na płycie podłogowej modelu Audi A4 B5 zaprezentowanego w 1994 roku. Auto otrzymało opływową sylwetkę oraz zostało lepiej wykończone. Nadwozie pojazdu zostało w pełni ocynkowane. W pojeździe zastosowane zostały silniki montowane wzdłużnie, a rolę podstawowej jednostki napędowej pełnił silnik benzynowy o pojemności 1,6 l i mocy 101 KM.
W plebiscycie na Europejski Samochód Roku 1997 model zajął 3. pozycję (za Renault Megane Scenic i Fordem Ka).

### Lifting
Wersję po gruntownej modernizacji zaprezentowano w listopadzie 2000 roku. Auto wyróżnia się gruntownie zmienioną stylistyką nadwozia, delikatnie przeprojektowanym wnętrzem oraz zmodernizowaną gamą jednostek napędowych. Charakterystycznym elementem modelu po liftingu jest chromowana atrapa chłodnicy, nowocześniejsze reflektory przednie oraz lampy tylne, zestaw wskaźników otrzymał chromowane obwódki.
W 2001 roku zaprezentowana została najmocniejsza i najlepiej wyposażona wersja W8 wyposażona w silnik W8 o pojemności 4 l oferujący moc 275 KM i 370 Nm. Silnik ten to połączenie dwóch jednostek czterocylindrowych o pojemności 2 l. Standardowo auto wyposażone zostało w napęd 4Motion oraz 6-biegową manualną bądź 5-biegową automatyczną skrzynię biegów.

### Wyposażenie
Auto oferowane było w różnych wersjach i edycjach specjalnych, jednak wyposażenie dowolnie można było konfigurować. Podstawowym wyposażeniem pojazdu był system ABS, wspomaganie kierownicy i 2 poduszki powietrzne oraz uchwyty na kubki, które w wersji po liftingu, zostały przeniesione z półki w desce rozdzielczej na tunel środkowy, w okolicy hamulca ręcznego. Za dopłatą auto doposażyć można było m.in. w: elektryczne sterowanie szyb, podgrzewanie i elektryczne sterowanie lusterek, klimatyzację manualną bądź automatyczną, system ASR, ESP, dodatkowe poduszki powietrzne (maks. 6), zmieniarkę płyt CD, podgrzewane fotele, fotochromatyczne lusterko wsteczne, czujnik deszczu, uchwyt na telefon Nokia (współpracujący z radiem), komputer pokładowy, światła przeciwmgłowe oraz system nawigacji satelitarnej i skórzaną tapicerkę.

#### Wersje wyposażeniowe (wersja po liftingu)
- Basic
- Comfortline
- Trendline
- Highline
- Exclusive
- Sportline
- W8
- Business

W zależności od wersji wyposażeniowej pojazdu, auto wyposażone może być m.in. w: komplet poduszek powietrznych, system ABS i ESP, elektryczne sterowanie szyb, elektryczne sterowanie lusterek, elektrycznie sterowany szyberdach, klimatyzację manualną bądź automatyczną, wielofunkcyjną kierownicę, system nawigacji satelitarnej oraz skórzaną tapicerkę, a także reflektory ksenonowe.

### Silniki
| Silnik                | Pojemność skokowa [cm³] | Typ silnika        | Kod silnika        | Liczba cylindrów /zaworów | Moc maksymalna [KM] przy obr./min | Maks. moment obrotowy [Nm] przy obr./min | Przyspieszenie 0–100 km/h [s] | Prędkość maksymalna [km/h] | Lata produkcji     |
| Silniki benzynowe:    | Silniki benzynowe:      | Silniki benzynowe: | Silniki benzynowe: | Silniki benzynowe:        | Silniki benzynowe:                | Silniki benzynowe:                       | Silniki benzynowe:            | Silniki benzynowe:         | Silniki benzynowe: |
| --------------------- | ----------------------- | ------------------ | ------------------ | ------------------------- | --------------------------------- | ---------------------------------------- | ----------------------------- | -------------------------- | ------------------ |
| 1.6                   | 1595                    | R4                 | ADP/AHL/ARM/ANA    | 4/8/16                    | 101 (74)/5300                     | 140/3800                                 | 13,1                          | 184                        | 10.1996 – 08.2000  |
| 1.8 20V               | 1781                    | R4                 | ADR/APT/ARG        | 4/20                      | 125 (92)/5800                     | 168/3500                                 | 11,2                          | 199                        | 12.1996 – 08.2000  |
| 1.8 T                 | 1781                    | R4                 | AEB/APU/ANB        | 4/20                      | 150 (110)/5700                    | 210/1750–4600                            | 8,8                           | 214                        | 10.1996 – 08.2000  |
| 2.0 8V                | 1984                    | R4                 | AUZ/ASU/AVA        | 4/8                       | 120 (88)/5600                     | 175/2600                                 | 12,6                          | 192                        | 01.2000 – 08.2000  |
| 2.0 20V               | 1984                    | R4                 | ALT                | 4/20                      | 130(95)/5200                      | 195/2200                                 | 9,9                           | 210                        | 2000–2005          |
| 2.3 VR5               | 2324                    | VR5                | AGZ                | 5/10                      | 150 (110)/6000                    | 205/3200                                 | 9,1                           | 214                        | 09.1997 – 08.2000  |
| 2.8 V6                | 2771                    | V6                 | ACK/APR            | 6/30                      | 193 (142)/6000                    | 280/3200                                 | 7,9                           | 232                        | 05.1997 – 08.2000  |
| Silniki wysokoprężne: |                         |                    |                    |                           |                                   |                                          |                               |                            |                    |
| 1.9 TDI               | 1896                    | R4                 | AHU/AHH            | 4/8                       | (90/1500                          | 210/1900                                 | 13.4                          | 178                        | 10.1996 – 08.2000  |
| 1.9 TDI               | 1896                    | R4                 | AFN/AVG            | 4/8                       | 110 (81)/4150                     | 235/1900                                 | 11,3                          | 195                        | 08.1996 – 08.2000  |
| 1.9 TDI PD            | 1896                    | R4                 | AVB                | 4/8                       | 100 (74)/4000                     | 250/1900                                 | 12,8                          | 184                        | 01.2000 – 08.2000  |
| 1.9 TDI PD            | 1896                    | R4                 | AJM                | 4/8                       | 115 (85)/4000                     | 285/1900                                 | 11                            | 194                        | 01.1999 – 12.1999  |
| 1.9 TDI PD            | 1896                    | R4                 | ATJ                | 4/8                       | 116(85)/4000                      | 285/1900                                 | 11                            | 194                        | 01.2000 – 08.2000  |
| 2.5 TDI               | 2496                    | V6                 | AFB/AKN            | 6/24                      | 150 (110)/4000                    | 310/1500–3200                            | 9,6                           | 214                        | 08.1998 – 08.2000  |

#### Silniki (wersja po liftingu)
| Silnik                | Pojemność skokowa [cm³] | Typ silnika        | Kod silnika        | Liczba cylindrów /zaworów | Moc maksymalna [KM] przy obr./min | Maks. moment obrotowy [Nm] przy obr./min | Przyspieszenie 0–100 km/h [s] | Prędkość maksymalna [km/h] | Lata produkcji     |
| Silniki benzynowe:    | Silniki benzynowe:      | Silniki benzynowe: | Silniki benzynowe: | Silniki benzynowe:        | Silniki benzynowe:                | Silniki benzynowe:                       | Silniki benzynowe:            | Silniki benzynowe:         | Silniki benzynowe: |
| --------------------- | ----------------------- | ------------------ | ------------------ | ------------------------- | --------------------------------- | ---------------------------------------- | ----------------------------- | -------------------------- | ------------------ |
| 1.6                   | 1595                    | R4                 | ALZ                | 4/8/16                    | 102 (75)/5600                     | 148/3800                                 | 13,3                          | 200                        | 10.2000 – 05.2005  |
| 1.8 T                 | 1781                    | R4                 | AWT                | 4/20                      | 150 (110)/5700                    | 210/1750–4600                            | 8,8                           | 214                        | 10.2000 – 05.2005  |
| 2.0 8V                | 1984                    | R4                 | AZM                | 4/8                       | 115 (85)/5400                     | 172/3500                                 | 11,5                          | 209                        | 10.2000 – 05.2005  |
| 2.0 20V               | 1984                    | R4                 | ALT                | 4/20                      | 130 (96)/5700                     | 195/3300                                 | 10,3                          | 212                        | 11.2001 – 05.2005  |
| 2.3 VR5               | 2324                    | VR5                | AZX                | 5/20                      | 170 (125)/6200                    | 225/3200                                 | 9,1                           | 214                        | 01.2001 – 12.2002  |
| 2.8 V6                | 2771                    | V6                 | AMX                | 6/30                      | 193 (142)/6000                    | 280/3200                                 | 8,0                           | 232                        | 10.2000 – 05.2005  |
| 4.0 W8                | 3999                    | W8                 | BDN/BDP            | 8/32                      | 275 (202)/6000                    | 370/2750                                 | 6,8                           | 250                        | 09.2001 – 09.2004  |
| Silniki wysokoprężne: |                         |                    |                    |                           |                                   |                                          |                               |                            |                    |
| 1.9 TDI PD            | 1896                    | R4                 | AVB                | 4/8                       | 100 (74)/4000                     | 250/1900                                 | 12,8                          | 184                        | 10.2000 – 05.2005  |
| 1.9 TDI PD            | 1896                    | R4                 | AWX                | 4/8                       | 130 (96)/4000                     | 285/1750–2500                            | 10                            | 208                        | 10.2000 – 05.2005  |
| 1.9 TDI PD            | 1896                    | R4                 | AVF                | 4/8                       | 131 (96)/4000                     | 310/1900                                 | 9,9                           | 215                        | 10.2000 – 05.2005  |
| 2.0 TDI PD            | 1968                    | R4                 | BGW                | 4/8                       | 136 (100)/4000                    | 335/1900                                 | 9,2                           | 211                        | 11.2003 – 05.2005  |
| 2.5 TDI VP            | 2496                    | V6                 | AKN                | 6/24                      | 150 (110)/4000                    | 310/1500–3200                            | 9,8                           | 214                        | 10.2000 – 05.2003  |
| 2.5 TDI VP            | 2496                    | V6                 | BDG                | 6/24                      | 163 (120)/4000                    | 350/1500–3000                            | 8,7                           | 226                        | 05.2003 – 05.2005  |
| 2.5 TDI VP            | 2496                    | V6                 | BDH/BAU            | 6/24                      | 180 (132)/4000                    | 370/1500-2500                            | 9                             | 223                        | 01.2003 – 05.2005  |

PD – Pompowtryskiwacz
VP – Pompa wtryskowa

## Szósta generacja

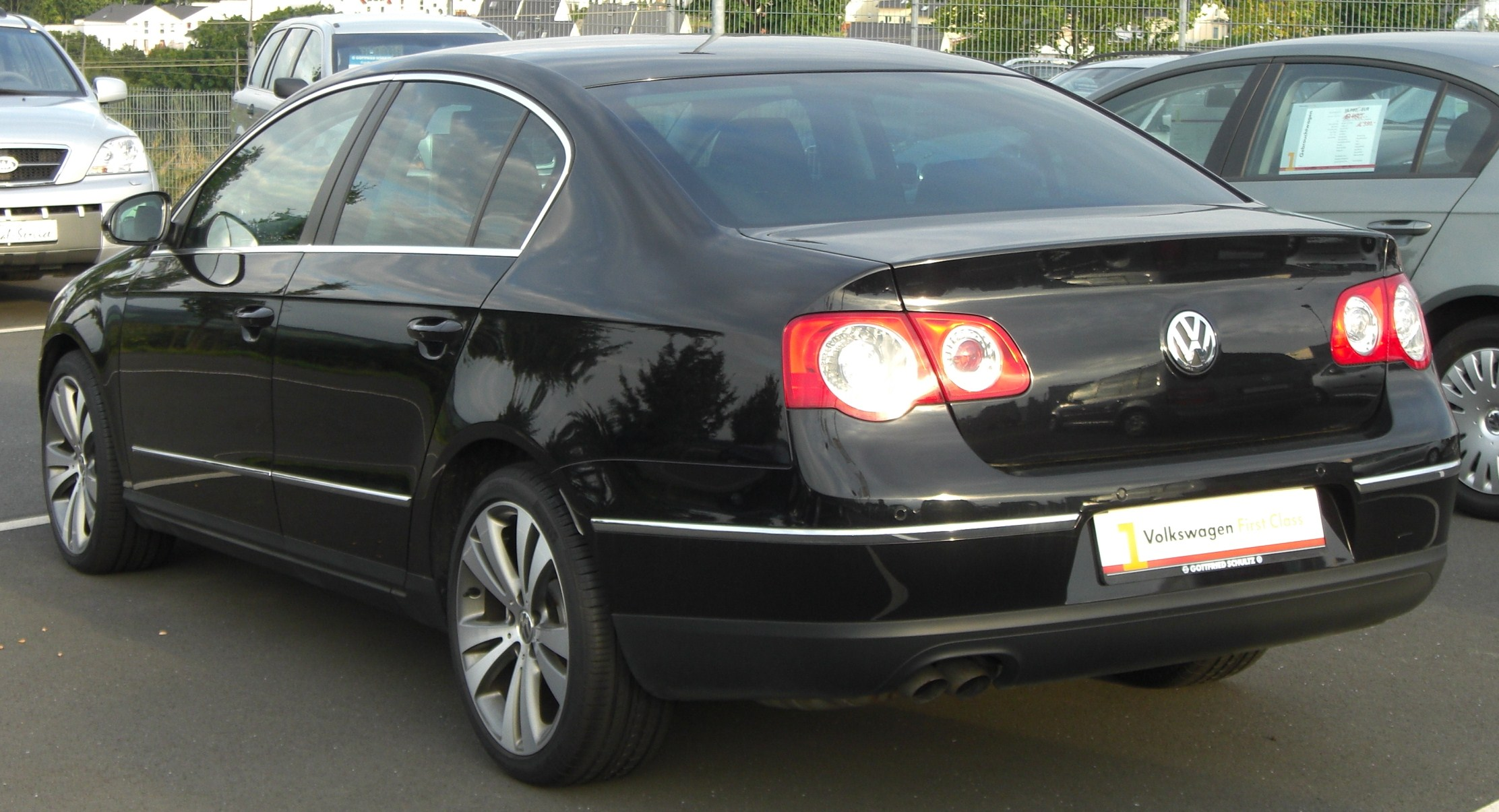
Volkswagen Passat VI

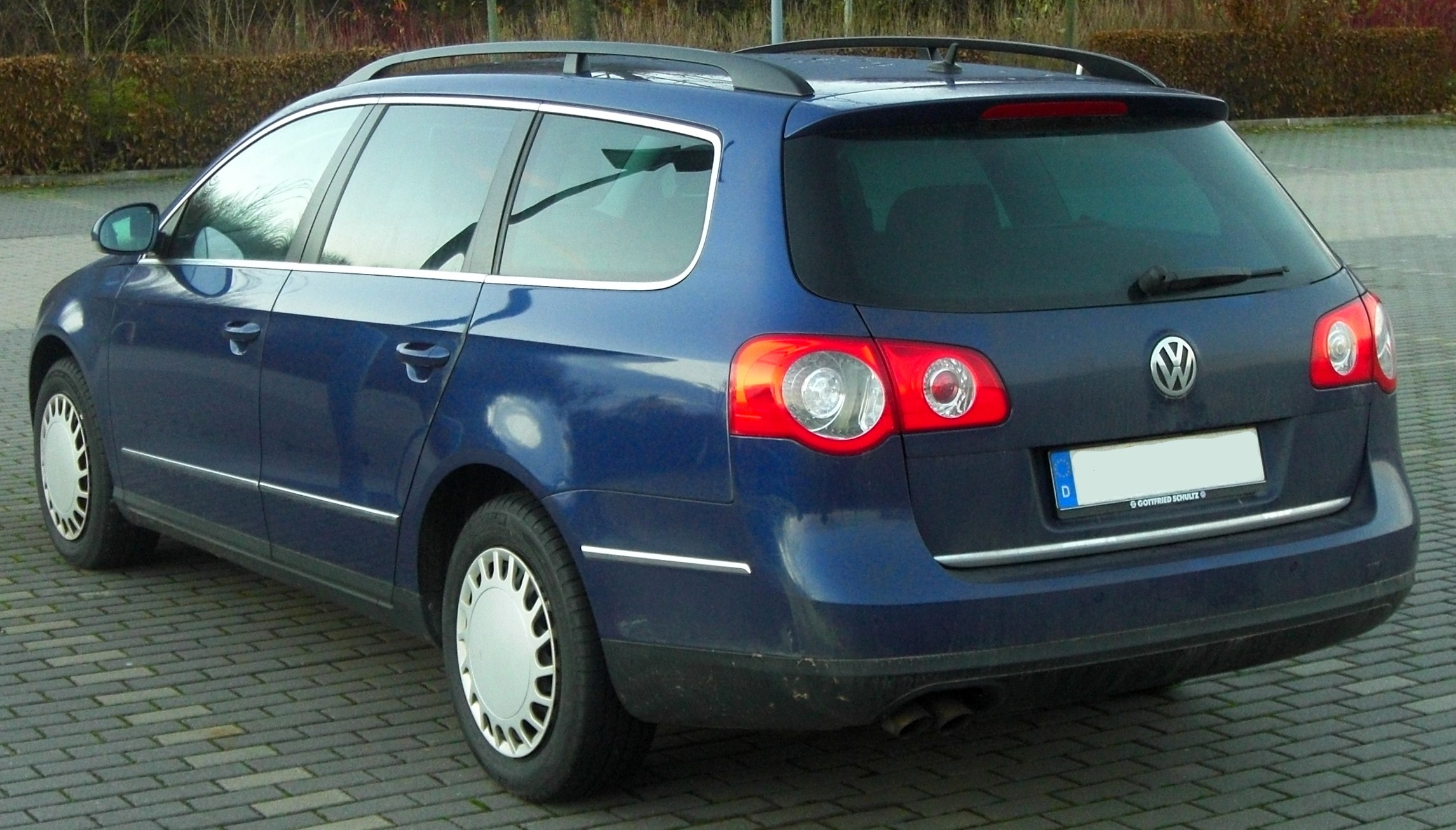
Volkswagen Passat VI Variant

Volkswagen Passat VI został po raz pierwszy oficjalnie zaprezentowany podczas targów motoryzacyjnych w Genewie w marcu 2005 roku.
W stosunku do modelu B5 auto wyróżnia się zupełnie nową stylistyką, powiększonym wnętrzem oraz nowocześniejszą mechaniką. Charakterystycznym elementem nadwozia pojazdu jest ogromna, chromowana atrapa chłodnicy. Pojazd pod koniec produkcji 2009/2010 rok przeszedł drobny face lifting mający na celu zmiany wewnątrz takie jak kierownica, panel klimatyzacji nawigacji i zegarów, z zewnątrz został poprawiony grill, zderzak, klapa i światła Bi-xenonowe.
W Chinach auto oferowane było pod nazwą Magotan.

### Wersje wyposażeniowe
- Trendline
- Comfortline
- Highline
- Sportline
- R-Line
- R36

Standardowe wyposażenie pojazdu obejmuje m.in. system ABS i ESP, elektryczne sterowanie szyb przednich oraz półautomatyczną klimatyzację i radio 2DIN oraz elektryczny hamulec postojowy. W zależności od wersji wyposażeniowej opcjonalnie auto doposażyć można było m.in. w elektryczne sterowanie szyb tylnych, elektryczne sterowanie lusterek, wielofunkcyjną kierownicę, reflektory ksenonowe, tempomat oraz skórzaną tapicerkę, drewniane wstawki na konsoli centralnej oraz drewniane koło kierownicy i 16- lub 17-calowe alufelgi. System nawigacji satelitarnej montowany opcjonalnie w pojeździe występuje w kilku wersjach: RNS300 z monochromatycznym wyświetlaczem, RNS310 z kolorowym wyświetlaczem oraz RNS500 z kolorowym wyświetlaczem i funkcją odbioru informacji TMC.

### Silniki
Na rynki europejskie przewidziano jednostki:
- Benzynowe:
- 1.4 TSI – 1398 cm³ o mocy 122 KM;
- 1.4 TSI EcoFuel – 1398 cm³ o mocy 150 KM;
- 1.6 8V MPI – 1595 cm³ o mocy 102 KM;
- 1.6 FSI – 1598 cm³ o mocy 115 KM; skrzynia biegów M6/A6-(Tiptronic)
- 1.8 TSI – 1798 cm³ o mocy 160 KM; skrzynia biegów M6/A6-(DSG)
- 2.0 FSI – 1984 cm³ o mocy 150 KM; skrzynia biegów M6 (napęd przedni/4 Motion)/A6-(Tiptronic)
- 2.0 TSI – 1984 cm³ o mocy 200 KM; skrzynia biegów M6/A6-(Tiptronic-DSG)
- 3.2 FSI VR6 – o mocy 250 KM; skrzynia biegów M6/(4 Motion)/A6-(DSG)
- R36 3.6 FSI VR6 – o mocy 300 KM; skrzynia biegów M6/(4 Motion)/A6-(DSG)
- Diesla:
- 1.6 TDI 16V (CR) 1598 cm³ o mocy 105 KM;
- 1.9 TDI (PD) – 1896 cm³ o mocy 105 KM; skrzynia biegów M5;
- 2.0 TDI 16V (CR) – 1968 cm³ o mocy 110 KM;
- 2.0 TDI (PD) – 1968 cm³ o mocy 136 KM;
- 2.0 TDI (PD) – 1968 cm³ o mocy 140 KM;
- 2.0 TDI 16V (PD) – 1968 cm³ o mocy 140 KM;
- 2.0 TDI 16V (CR) – 1968 cm³ o mocy 140 KM; od lutego 2008, skrzynia biegów M6 (napęd przedni/4 Motion)/A6-(DSG)
- 2.0 TDI Blue TDI 16V (CR) – 1968 cm³ o mocy 143 KM; wersja Euro 6, od stycznia 2009, z katalizatorem SCR
- 2.0 TDI 16V (PD) – 1968 cm³ o mocy 170 KM;
- 2.0 TDI 16V (CR) – 1968 cm³ o mocy 170 KM; skrzynia biegów M6/A6-(DSG)

W Ameryce Północnej, Passat dostępny jest z silnikami:
- 2.0 TSI o mocy 200 KM; skrzynia biegów M6/A6-(DSG)
- R36 3.6 FSI VR6 – o mocy 300 KM; skrzynia biegów M6/(4 Motion)/A6-(DSG)*
- W8 4.0 - o mocy 400 KM; skrzynia biegów M6/(4 Motion)/A6-(DSG)*

Wersje wyposażeniowe
- Trendline
- Comfortline
- Highline
- Sportline
- R-Line
- R36

Do wersji europejskich przewidziano następujące wersje wyposażenia:
- Trendline – podstawowa wersja wyposażeniowa. Charakteryzuje się czarnym wykończeniem listw na drzwiach i nad oknami. Można ją także rozpoznać po tym, iż nie ma uchwytów na kubki na desce rozdzielczej.
- Comfortline – rozszerzona wersja. Posiada chromowane listwy na drzwiach. Ma uchwyty na kubki na desce rozdzielczej. Posiada dzieloną tylną kanapę (w wersji sedan). Jako wyposażenie dodatkowe można dokupić do niej skórzane siedzenia i tylną kanapę.
- Highline – najwyższa wersja wyposażeniowa. Poznać ją można po chromowanych listwach na atrapie chłodnicy. Deska rozdzielcza jest wykończona drewnem. W standardzie są skórzane siedzenia i tylna kanapa oraz felgi aluminiowe.
- Sportline – bardziej sportowa odmiana, główne cechy wersji sportline to sportowa kierownica trójramienna w skórze, obramowanie szyb w kolorze czarnym, listwy boczne oraz te na tylnym zderzaku ozdobne (chromowane), sportowe siedzenia z przodu z regulacją pochylenia oparcia i podparcia odcinka lędźwiowego (dla fotela kierowcy sterowane elektrycznie), obniżone o 15 mm sportowe zawieszenie lepiej spisujące się na trasach szybkiego ruchu, zmniejszenie wychyłu samochodu na zakrętach. Zazwyczaj szersze opony na alufelgach 16- lub 17-calowych. Standardowe wyposażenie pojazdu obejmuje m.in. system ABS i ESP, elektryczne sterowanie szyb przednich oraz półautomatyczną klimatyzację i radio 2DIN oraz elektryczny hamulec postojowy. W zależności od wersji wyposażeniowej opcjonalnie auto doposażyć można było m.in. w: elektryczne sterowanie szyb tylnych, elektryczne sterowanie lusterek, wielofunkcyjną kierownicę, reflektory ksenonowe, tempomat oraz skórzaną tapicerkę[7], drewniane wstawki na konsoli centralnej oraz drewniane koło kierownicy i 16- lub 17-calowe alufelgi. System nawigacji satelitarnej montowany opcjonalnie w pojeździe występuje w kilku wersjach: RNS300 z monochromatycznym wyświetlaczem, MFD 2 CD i DVD kolorowy wyświetlacz, RNS310 z kolorowym wyświetlaczem oraz RNS500 z kolorowym wyświetlaczem i funkcją odbioru informacji TMC.

W opcjach wyposażenia znajdują się także nawigacje satelitarne GPS:
- RNS 300 – nawigacja satelitarna przedstawiana na wyświetlaczu monochromatycznym (czarno-białym). Nawigacja nie wyświetla mapy. Posiada wbudowaną funkcję odbioru informacji TMC (funkcja niedostępna w Polsce).
- RNS 310 – nawigacja satelitarna przedstawiana na wyświetlaczu kolorowym.
- RNS 500 – nawigacja satelitarna przedstawiana na wyświetlaczu kolorowym. Posiada wbudowaną funkcję odbioru informacji TMC (funkcja niedostępna w Polsce).
- MFD2 CD i DVD – nawigacja satelitarna przedstawiana na wyświetlaczu kolorowym, jak również na liczniku w wersjach z tzw. dużym FIS-em. Posiada wbudowaną funkcję odbioru informacji TMC (funkcja niedostępna w Polsce).

| Wersja                | Silnik:                          | Układ zasilania:     | Średnica × skok tłoka: | St. sprężania:     | Moc maksymalna:                    | Maks. moment obrotowy          | 0–100 km/h:        | V-max:             |
| Silniki benzynowe:    | Silniki benzynowe:               | Silniki benzynowe:   | Silniki benzynowe:     | Silniki benzynowe: | Silniki benzynowe:                 | Silniki benzynowe:             | Silniki benzynowe: | Silniki benzynowe: |
| --------------------- | -------------------------------- | -------------------- | ---------------------- | ------------------ | ---------------------------------- | ------------------------------ | ------------------ | ------------------ |
| 1.4 TSI               | R4 1,4 l (1390 cm³), DOHC, turbo | wtrysk bezpośredni   | 76,50 mm × 75,60 mm    | 10,0:1             | 122 KM (90 kW) przy 5000 obr./min  | 200 Nm przy 1500–4000 obr./min | 10,5 s             | 203 km/h           |
| 1.6 8V MPI            | R4 1,6 l (1595 cm³), OHC         | wtrysk wielopunktowy | 81,00 mm × 77,40 mm    | 10,5:1             | 102 KM (75 kW) przy 5600 obr./min  | 148 Nm przy 3800 obr./min      | 12,4 s             | 190 km/h           |
| 1.6 FSI               | R4 1,6 l (1598 cm³), DOHC        | wtrysk bezpośredni   | 76,50 mm × 86,90 mm    | 12,0:1             | 115 KM (84 kW) przy 6000 obr./min  | 155 Nm przy 4000 obr./min      | 11,4 s             | 200 km/h           |
| 1.8 TSI               | R4 1,8 l (1798 cm³), DOHC, turbo | wtrysk bezpośredni   | 82,50 mm × 84,10 mm    | 9,8:1              | 160 KM (118 kW) przy 5000 obr./min | 250 Nm przy 1500–4200 obr./min | 8,6 s              | 220 km/h           |
| 2.0 FSI               | R4 2,0 l (1984 cm³), DOHC        | wtrysk bezpośredni   | 82,50 mm × 92,80 mm    | 11,5:1             | 150 KM (110 kW) przy 6000 obr./min | 200 Nm przy 3500 obr./min      | 9,4 s              | 213 km/h           |
| 2.0 TSI               | R4 2,0 l (1984 cm³), DOHC, turbo | wtrysk bezpośredni   | 82,50 mm × 92,80 mm    | 10,3:1             | 200 KM (147 kW) przy 5100 obr./min | 280 Nm przy 1800–5000 obr./min | 7,7 s              | 235 km/h           |
| 3.2 VR6               | V6 3,2 l (3168 cm³), DOHC        | wtrysk bezpośredni   | 86,00 mm × 90,90 mm    | 10,9:1             | 250 KM (184 kW) przy 6250 obr./min | 330 Nm przy 2750–3750 obr./min | 6,9 s              | 246 km/h           |
| 3.6 (USA)             | VR6 3,6 l (3598 cm³), DOHC       | wtrysk Bo Mot        | 89,00 mm × 96,40 mm    | 11,5:1             | 284 KM (209 kW) przy 6200 obr./min | 359 Nm przy 2750 obr./min      | 6,6 s              | 209 km/h           |
| R36                   | VR6 3,6 l (3598 cm³), DOHC       | wtrysk Bo Mot        | 89,00 mm × 96,40 mm    | 12,3:1             | 300 KM (220 kW) przy 6600 obr./min | 350 Nm przy 2400–5300 obr./min | 5,6 s              | 250 km/h           |
| Silniki wysokoprężne: |                                  |                      |                        |                    |                                    |                                |                    |                    |
| 1.6 TDI               | R4 1,6 l (1598 cm³), DOHC, turbo | common rail          | 79,50 mm × 80,50 mm    | 16,5:1             | 105 KM (77 kW) przy 4400 obr./min  | 250 Nm przy 1500–2500 obr./min | 12,7 s             | 190 km/h           |
| 1.9 TDI               | R4 1,9 l (1896 cm³), DOHC, turbo | wtrysk bezpośredni   | 79,50 mm × 95,50 mm    | 19,0:1             | 105 KM (77 kW) przy 4000 obr./min  | 250 Nm przy 1900 obr./min      | 12,1 s             | 188 km/h           |
| 2.0 TDI               | R4 2,0 l (1968 cm³), DOHC, turbo | common rail          | 81,00 mm × 95,50 mm    | 16,5:1             | 110 KM (81 kW) przy 4200 obr./min  | 250 Nm przy 1500–2500 obr./min | 11,8 s             | 192 km/h           |
| 2.0 TDI               | R4 2,0 l (1968 cm³), DOHC, turbo | wtrysk bezpośredni   | 81,00 mm × 95,50 mm    | 18,5:1             | 140 KM (103 kW) przy 4000 obr./min | 320 Nm przy 1750–2500 obr./min | 9,8 s              | 209 km/h           |
| 2.0 TDI               | R4 2,0 l (1968 cm³), DOHC, turbo | wtrysk bezpośredni   | 81,00 mm × 95,50 mm    | 18,0:1             | 170 KM (125 kW) przy 4200 obr./min | 350 Nm przy 1800–2500 obr./min | 8,7 s              | 223 km/h           |
| Silnik gazowy (CNG):  |                                  |                      |                        |                    |                                    |                                |                    |                    |
| 1.4 TSI EcoFuel       | R4 1,4 l (1390 cm³), DOHC, turbo | wtrysk bezpośredni   | 76,50 mm × 75,60 mm    | 10,0:1             | 150 KM (110 kW) przy 5500 obr./min | 220 Nm przy 1500–4500 obr./min | 9,8 s              | 213 km/h           |

## Siódma generacja

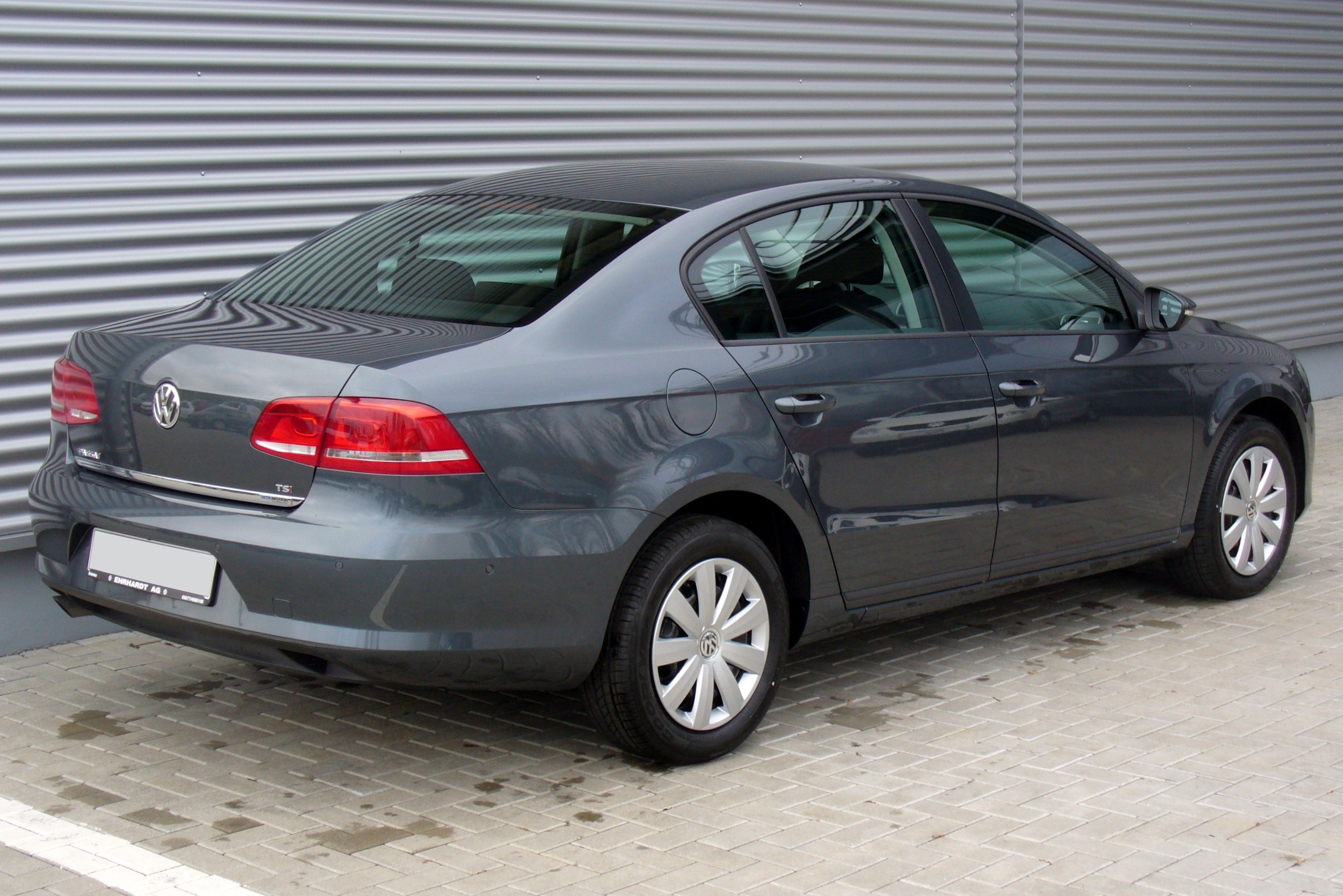
Volkswagen Passat VII – tył

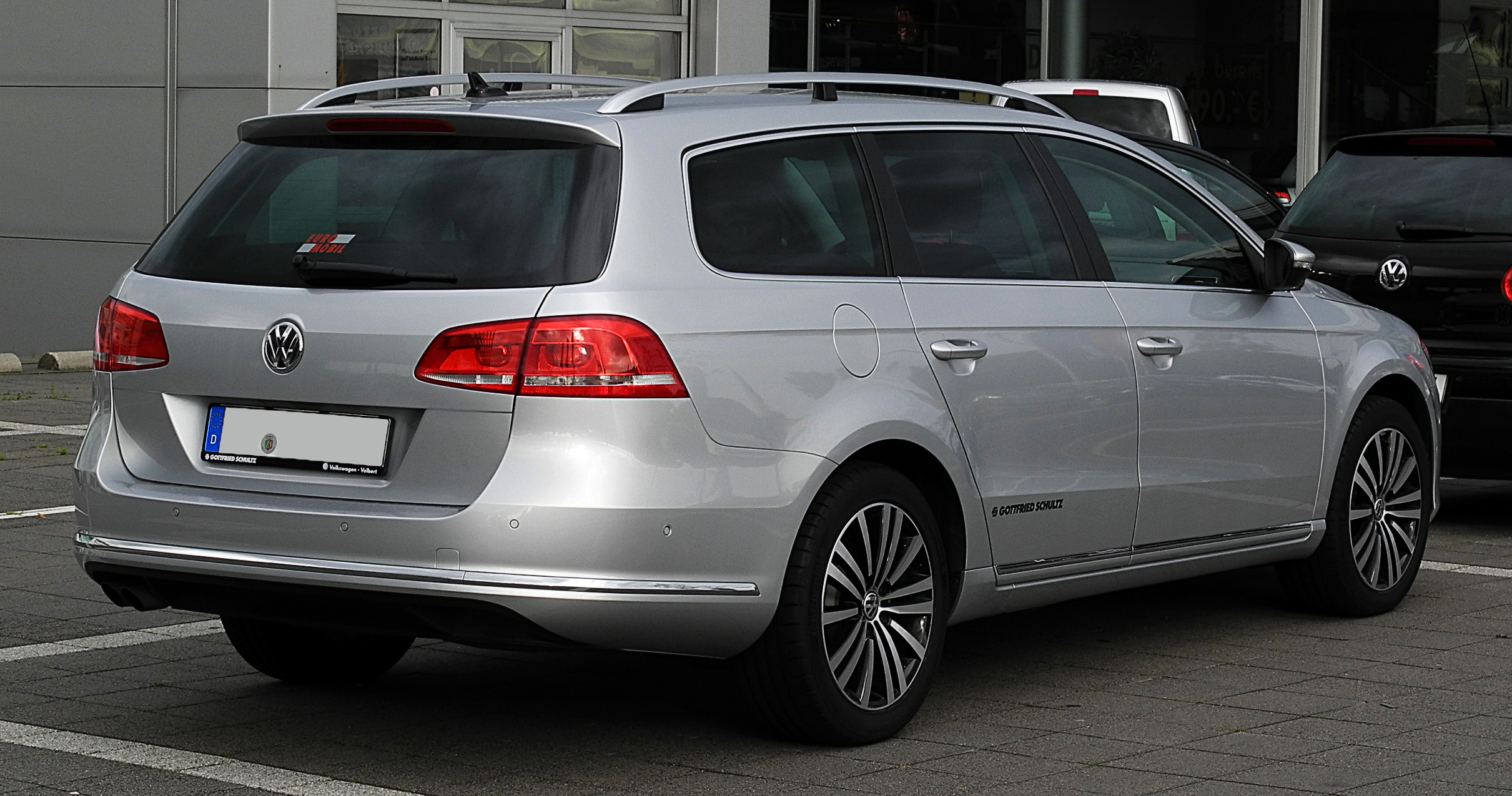
Volkswagen Passat VII Variant

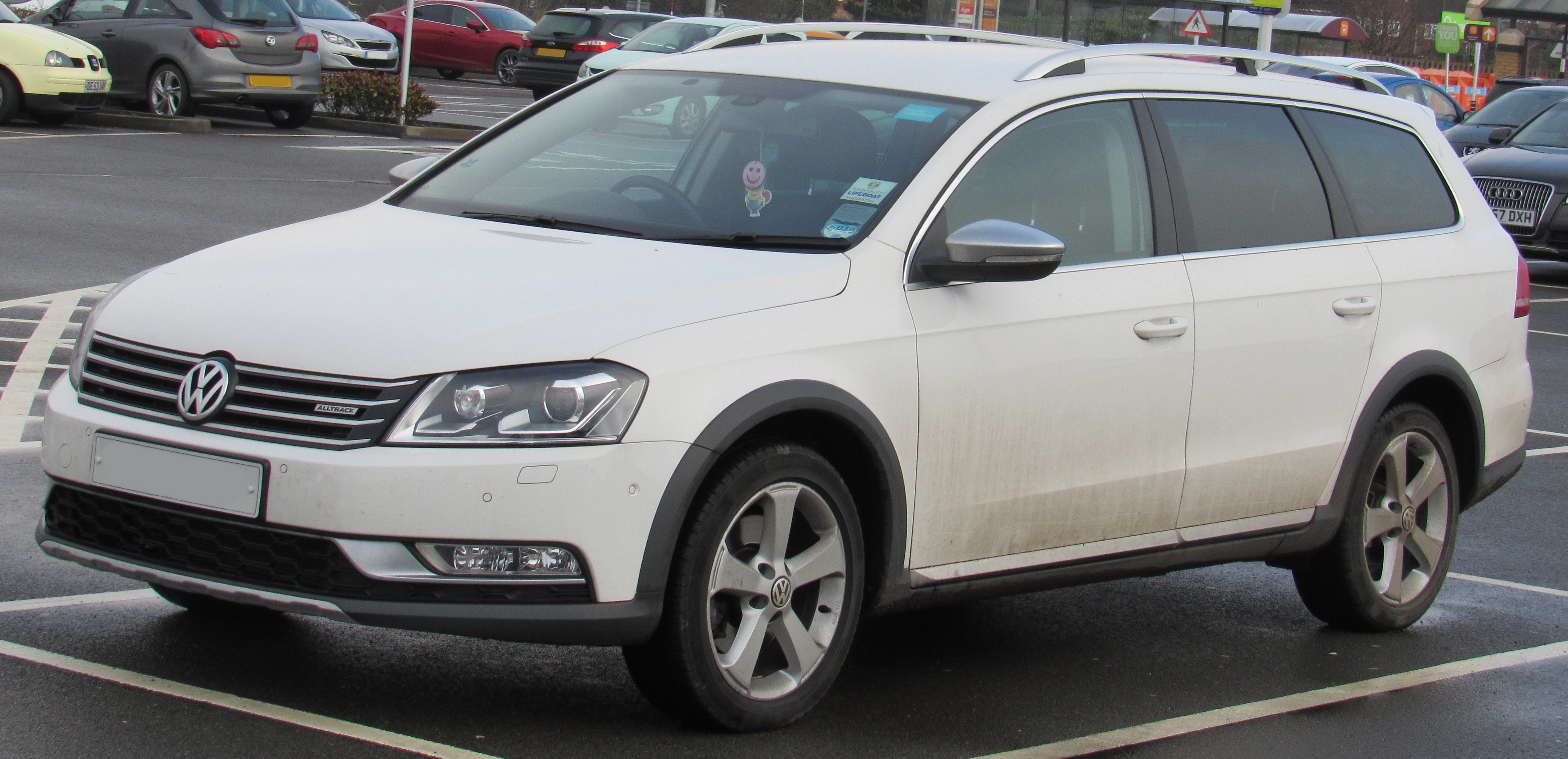
Volkswagen Passat VII Alltrack

Volkswagen Passat VII został po raz pierwszy oficjalnie zaprezentowany podczas targów motoryzacyjnych w Paryżu w październiku 2010 roku.
Nie jest to de facto nowy model, lecz jedynie głęboko zmodernizowany poprzednik. W stosunku do modelu B6 zmieniona została stylistyka nadwozia, które otrzymało bardziej kanciaste linie. Przeprojektowany został pas przedni pojazdu oraz mocno zmodernizowane tylne lampy. Stylistycznie pojazd nawiązuje do obecnie produkowanej Jetty i  Phaetona zastąpionego w 2015 Arteonem. Wnętrze pojazdu pozostało w niemal niezmienionej formie. Poprawione zostały jedynie materiały wykończeniowe, przeprojektowano fotele przednie, a nad konsolą środkową umieszczono analogowy zegarek.
Pod koniec 2011 roku podczas targów motoryzacyjnych w Tokio zaprezentowana została uterenowiona wersja pojazdu – Alltrack. Auto otrzymało zwiększony prześwit, napęd na cztery koła oraz plastikowe nakładki na nadkola i zderzaki.

### Wersje wyposażeniowe
- Trendline (S)
- Comfortline (SE)
- Highline (SEL)
- Exclusive
- Edition 40
- 2012 Edition
- Alltrack
- R-line

W zależności od wersji wyposażeniowej pojazdu, auto wyposażone może być m.in. w: system ABS i ESP, komplet poduszek powietrznych, elektryczne sterowanie szyb, elektryczne sterowanie lusterek, wielofunkcyjną kierownicę, światła do jazdy dziennej wykonane w technologii LED, światła przeciwmgłowe, reflektory ksenonowe, tempomat, system nawigacji satelitarnej, monitorowania martwego pola, wspomagający parkowanie Park Assist, XDS, który przyhamowuje koło tracące przyczepność oraz skórzaną kierownicę.

## Ósma generacja

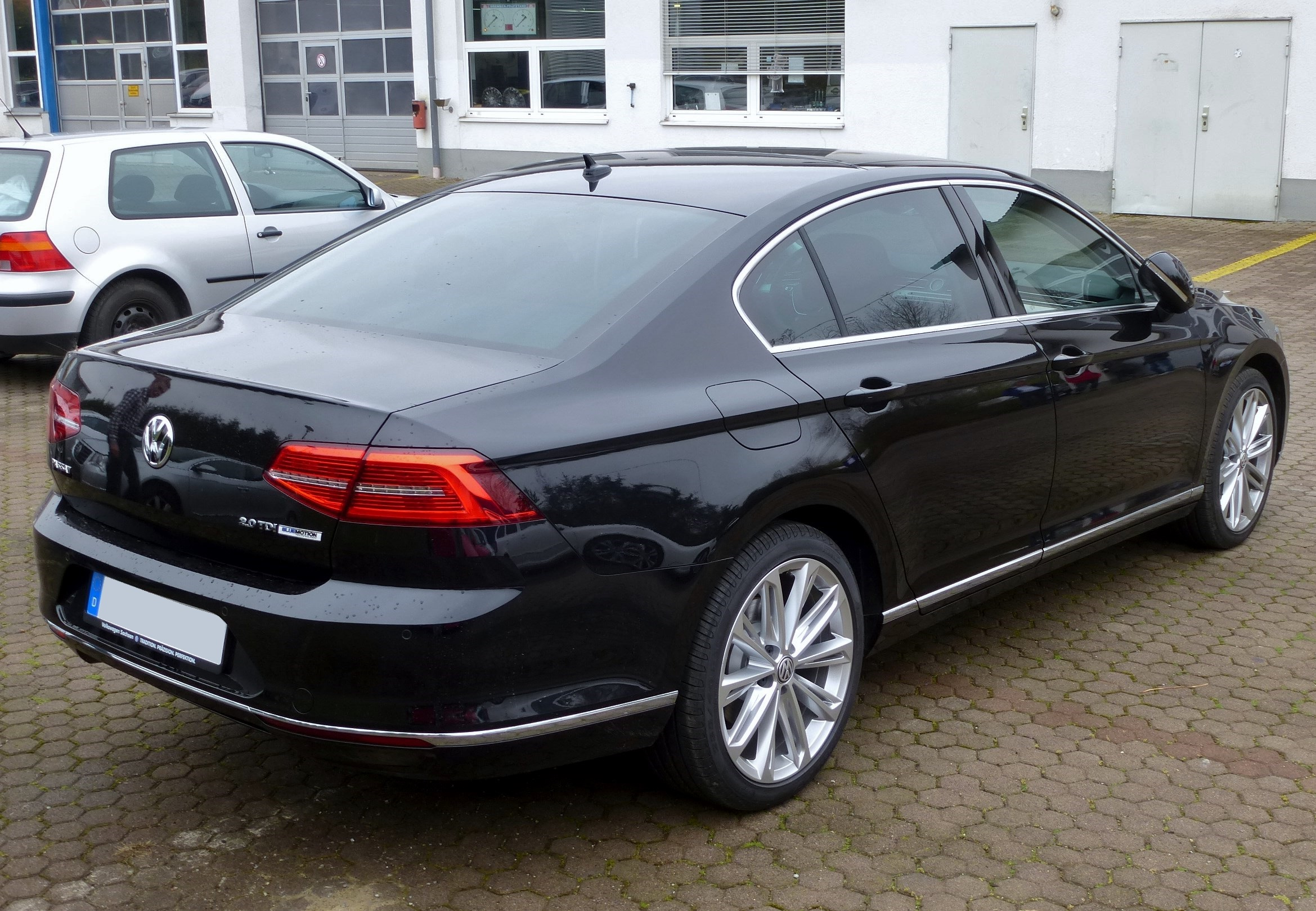
Volkswagen Passat VIII – tył

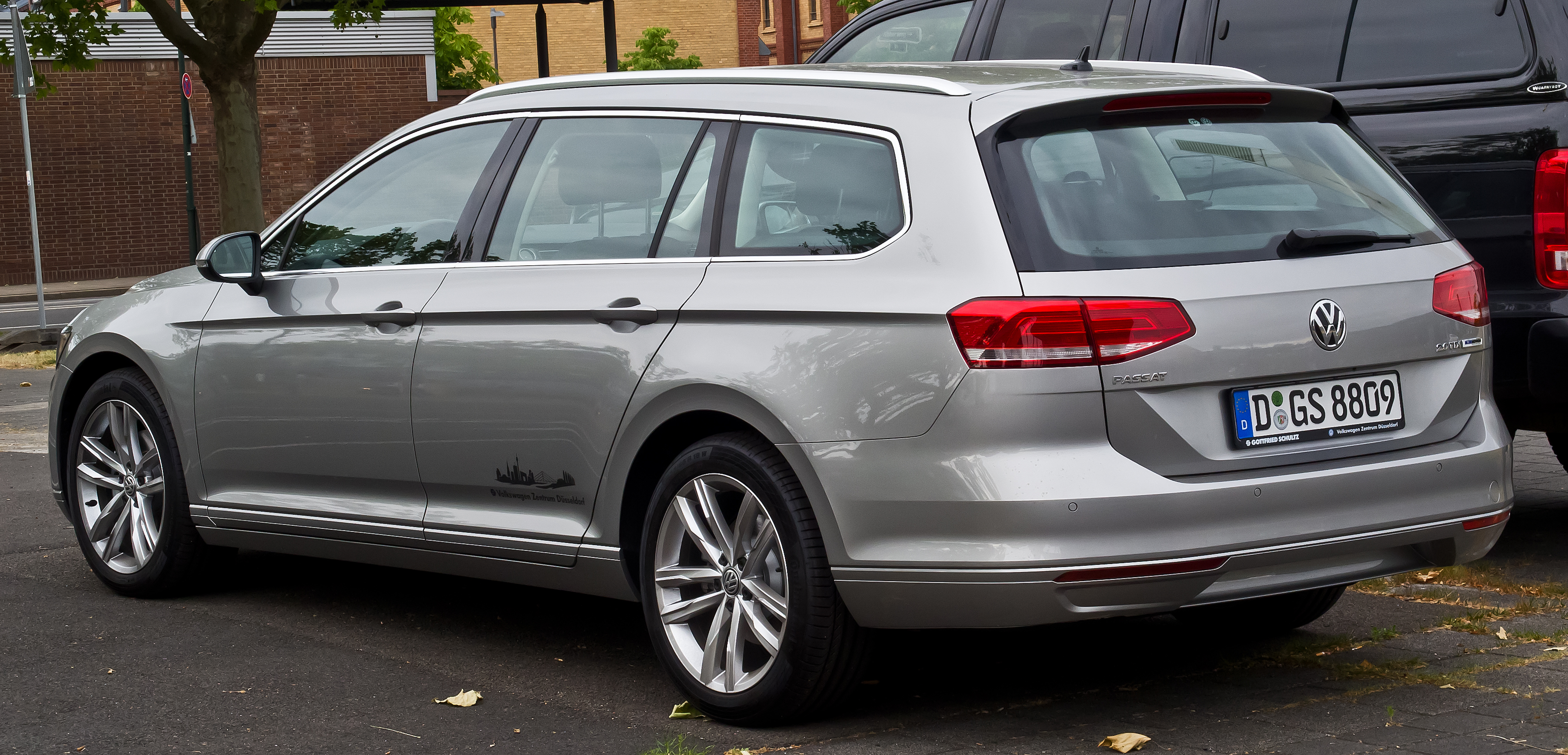
Volkswagen Passat VIII Variant

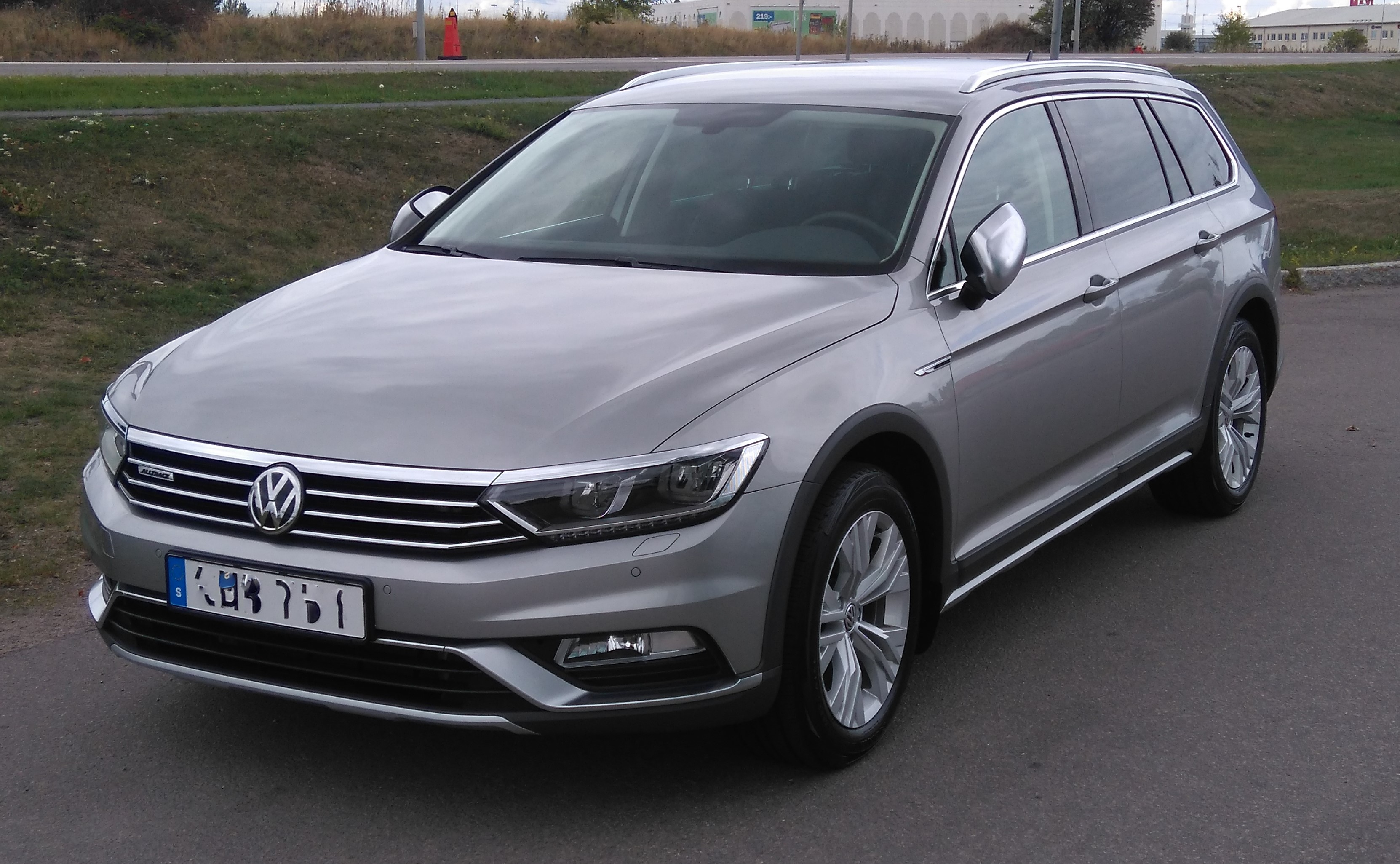
Volkswagen Passat VIII Alltrack

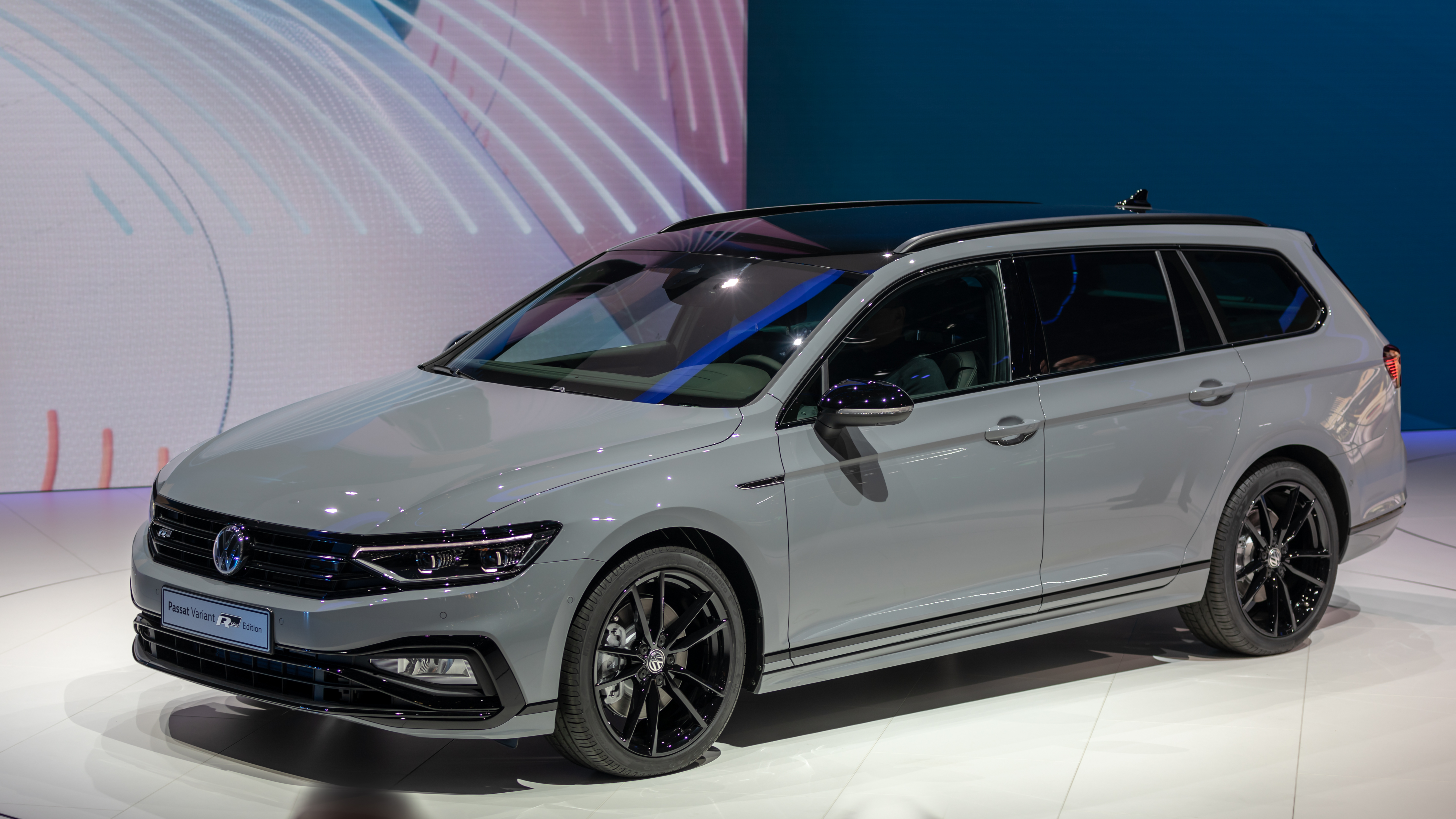
Volkswagen Passat VIII po liftingu

Volkswagen Passat VIII został po raz pierwszy oficjalnie zaprezentowany 3 lipca 2014 roku w Poczdamie.
Oficjalna prezentacja pojazdu miała miejsce podczas targów motoryzacyjnych w Paryżu w październiku 2014 roku. Samochód został zbudowany na bazie modułowej płyty MQB, która wykorzystana została do budowy m.in. Škody Superb III, Škody Octavia III oraz Volkswagena Golfa VII.
Auto otrzymało zupełnie nowy design, który jest poważniejszy i bardziej elegancki. Bok pojazdu stanowi jeden element stylistyczny dzięki wyrzeźbionej linii zaczynającej się z boku przednich reflektorów, a kończącej na tylnym błotniku. Z tyłu pojazdu umieszczone zostały światła wykonane w technologii LED w dwóch wersjach, z których ta lepsza posiada nowoczesne rozwiązanie – światła pozycyjne tworzą poziome paski, a po wciśnięciu hamulca w ich miejscu pojawiają się paski pionowe. Wnętrze pojazdu przypomina wnętrze Octavii III w wersji Elegance, do której wstawione zostały inne zegary, poprzeczny pas nawiewów i kierownica z Golfa VII.
W październiku 2014 roku, podczas targów motoryzacyjnych w Paryżu, zaprezentowano hybrydową odmianę Passata o nazwie GTE. W układzie napędowym zastosowano benzynowy silnik 1,4 l TSI o mocy 156 KM. Motor wspomagany jest silnikiem elektrycznym rozwijającym 115 KM i 400 Nm momentu obrotowego.
W lutym 2015 roku zaprezentowano uterenowioną odmianę Alltrack. Pojazd otrzymał podwyższone o 27,5 mm zawieszenie, plastikowe nakładki na nadkola i progi oraz osłony podwozia ze stali nierdzewnej. Pojazd występuje wyłącznie z napędem 4motion realizowanym przez sprzęgło Haldex.
W plebiscycie na Europejski Samochód Roku 2015 auto zajęło 1. pozycję, wyprzedzając z wynikiem 248 punktów Citroëna C4 Cactus oraz Mercedesa W205.
W grudniu 2021 roku producent wycofał z oferty wersję sedan.

### Lifting
6 lutego 2019 roku zaprezentowano wersję po liftingu, w ramach którego przemodelowano przedni zderzak, wypełnienie tylnych lamp, a także kokpit i koło kierownicy.

### Wersje wyposażeniowe
- Trendline
- Comfortline
- Elegance
- Highline
- R-Line
- Alltrack

Standardowe wyposażenie pojazdu obejmuje m.in. system ABS i ESP z ASR, MSR, asystentem siły hamowania i stabilizacją toru jazdy przyczepy, system automatycznego hamowania po kolizji, system wykrywający zmęczenie kierowcy, system monitorujący ciśnienie w oponach, komplet poduszek powietrznych, elektryczne sterowanie szyb i elektryczne sterowanie lusterek, światła do jazdy dziennej oraz tylne lampy wykonane w technologii LED, fotele przednie z regulacją wysokości, trójramienną skórzaną kierownicę, zamek centralny, system bezkluczykowy, elektromechaniczny hamulec postojowy, trzystrefową klimatyzację automatyczną, komputer pokładowy, 8-głośnikowy system radiowy z 5-calowym, kolorowym ekranem dotykowym z CD, MP3, SD i AUX, system start&stop, czujnik deszczu, system Front Assist z funkcją awaryjnego hamowania w mieście.
W zależności od wybranej wersji wyposażeniowej pojazd doposażyć można m.in. w: światła przeciwmgłowe z funkcją doświetlania zakrętów, możliwość wyboru jednego z pięciu trybów jazdy, w pełni regulowane zawieszenie adaptacyjne DCC, podgrzewane i elektrycznie sterowane fotele przednie z regulacją odcinka lędźwiowego, wielofunkcyjną skórzaną kierownicę, czujniki parkowania, czujnik zmierzchu, skórzaną tapicerkę, aktywny tempomat z możliwością regulacji odległości od poprzedzającego pojazdu, w pełni wykonane z diod LED reflektory przednie, system nawigacji satelitarnej, system rozpoznawania znaków drogowych, elektrycznie regulowaną roletę przeciwsłoneczną dla tylnej szyby, wentylowane przednie fotele, podgrzewane koło kierownicy, system Park Assist z asystentem parkowania z przyczepą, instalację telefoniczną Bluetooth/USB, ogrzewanie postojowe, elektrycznie otwieraną i zamykaną pokrywę bagażnika, wyświetlacz HUD oraz kamerę cofania.

### Automatyczne skrzynie biegów
- DQ200 - 7 biegowa skrzynia dwusprzęgłowa z suchymi sprzęgłami.
- DQ250 - 6 biegowa skrzynia dwusprzęgłowa z mokrymi sprzęgłami.
- DQ500 - 7 biegowa skrzynia dwusprzęgłowa z mokrymi sprzęgłami.
- DQ381 - 7 biegowa skrzynia dwusprzęgłowa z mokrymi sprzęgłami.[30]

### Silniki
| Silnik                 | Pojemność skokowa [cm³] | Typ silnika        | Moc maksymalna KM (kW) przy obr./min | Maks. moment obrotowy [Nm] przy obr./min |                    |                    |                    |                    |                    |
| Silniki benzynowe:     | Silniki benzynowe:      | Silniki benzynowe: | Silniki benzynowe:                   | Silniki benzynowe:                       | Silniki benzynowe: | Silniki benzynowe: | Silniki benzynowe: | Silniki benzynowe: | Silniki benzynowe: |
| ---------------------- | ----------------------- | ------------------ | ------------------------------------ | ---------------------------------------- | ------------------ | ------------------ | ------------------ | ------------------ | ------------------ |
| 1.4 TSI BlueMotion     | 1395                    | R4                 | 125 (92)/b.d.                        | 200/b.d.                                 |                    |                    |                    |                    |                    |
| 1.4 TSI ACT BlueMotion | 1395                    | R4                 | 150 (110)/b.d.                       | 250/b.d.                                 |                    |                    |                    |                    |                    |
| 1.8 TSI BlueMotion     | 1798                    | R4                 | 180 (132)/b.d.                       | 320 Nm/1450–3900 250 Nm/1250–5000        |                    |                    |                    |                    |                    |
| 2.0 TSI BlueMotion     | 1984                    | R4                 | 220 (162)/4500                       | 350 Nm/1500–4400                         |                    |                    |                    |                    |                    |
| 2.0 TSI BlueMotion     | 1984                    | R4                 | 280 (205)/b.d.                       | 350 Nm/1500–4400                         |                    |                    |                    |                    |                    |
| Silniki wysokoprężne:  |                         |                    |                                      |                                          |                    |                    |                    |                    |                    |
| 1.6 TDI BlueMotion     | 1598                    | R4                 | 120 (88)/b.d.                        | 250/b.d.                                 |                    |                    |                    |                    |                    |
| 2.0 TDI BlueMotion     | 1968                    | R4                 | 150 (110)/b.d.                       | 340/b.d.                                 |                    |                    |                    |                    |                    |
| 2.0 TDI SCR BlueMotion | 1968                    | R4                 | 190 (140)/b.d.                       | 400/b.d.                                 |                    |                    |                    |                    |                    |
| 2.0 TDI SCR BlueMotion | 1968                    | R4                 | 240 (177)/b.d.                       | 500/b.d.                                 |                    |                    |                    |                    |                    |

### Nowa gama silników Volkswagen Passat 2021
Benzyna bezołowiowa:
- 1.5 TSI ACT, manualna skrzynia biegów, 6-biegowa, napęd na przednią oś; moc: 110 kW/150 KM; zużycie: 6,06 l/100 km; emisja CO₂: 137 g/km
- 1.5 TSI ACT DSG, 7-stopniowa, napęd na przednią oś; moc: 110 kW/150 KM; zużycie: 6,17 l/100 km; emisja CO₂: 141 g/km
- 2.0 TSI DSG, 7-stopniowa, napęd na przednią oś; moc: 140 kW/190 KM; zużycie: 6,95 l/100 km, emisja CO₂: 158 g/km
- 2.0 TSI 4MOTION DSG, 7-stopniowa, napęd na cztery koła, moc: 206 kW/280 KM; zużycie: 8,69 l/100 km; emisja CO₂: 197 g/km

Olej napędowy:
- 2.0 TDI SCR manualna, 6-biegowa, napęd na przednią oś; moc: 110 kW/150 KM; zużycie: 4,70 l/100 km; emisja CO₂: 123 g/km
- 2.0 TDI SCR DSG, 6-stopniowa, napęd na przednią oś; moc: 110 kW/150 KM; zużycie: 4,69 l/100 km; emisja CO₂: 123 g/km
- 2.0 TDI SCR DSG, 7-stopniowa, napęd na przednią oś, moc: 147 kW/200 KM; zużycie: 5,29 l/100 km; emisja CO₂: 139 g/km
- 2.0 TDI SCR 4MOTION DSG, 7-stopniowa, napęd na cztery koła; moc: 147 kW/200 KM; zużycie: 5,80 l/100 km; emisja CO₂: 152 g/km

## Dziewiąta generacja

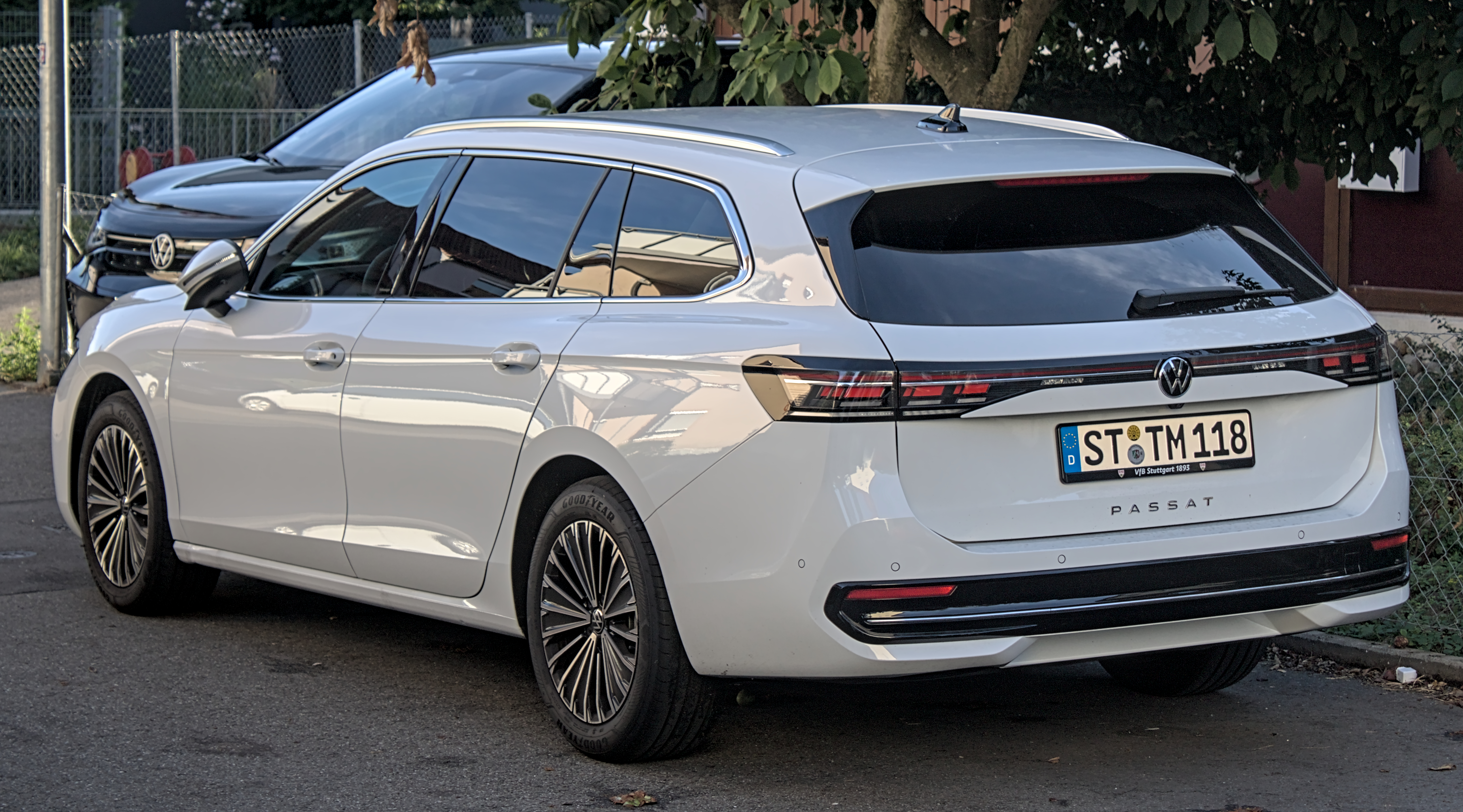
Volkswagen Passat IX – tył

Volkswagen Passat IX został zaprezentowany w 2023 roku.
Pierwsze informacje na temat dziewiątej generacji Volkswagena Passata pojawiły się w styczniu 2021 roku. Model dostępny jest w nadwoziu kombi i sedan, które jest dostępne tylko w Chinach. Samochód został oficjalnie zaprezentowany po raz pierwszy 31 sierpnia 2023 roku. Publiczna jego premiera miała miejsce we wrześniu 2023 na wystawie IAA w Monachium. Jest dłuższy i szerszy od poprzednika oraz nie jest elektryczny. Samochód trafił do sprzedaży na początku 2024 roku. 

### Sprzedaż
Dziewiąta generacja modelu po raz pierwszy w historii nie jest produkowana w Emden (gdzie był pierwotnie produkowany), lecz tylko w Bratysławie. Powodem jest rozpoczęcie produkcji samochodów elektrycznych w Emden. Otrzymał również bliźniaka, czyli Škodę Superb czwartej generacji, która również jest produkowana w Bratysławie.

### Wersje silnikowe
|          | Układ/liczba cylindrów | Pojemność | Moc   | Moment obrotowy               | Prędkość maks. | Przyspieszenie 0-100km/h |
| -------- | ---------------------- | --------- | ----- | ----------------------------- | -------------- | ------------------------ |
| 1.5 eTSI | R4                     | 1498 cm3  | 150KM | 250Nm przy 1500-3500 obr./min | 222km/h        | 9.2s                     |
| 2.0TSI   | R4                     | 1984cm3   | 265KM | 400Nm przy 1650-4350 obr./min | 250km/h        | 5.8s                     |

|        | Układ/liczba cylindrów | Pojemność | Moc   | Moment obrotowy               | Prędkość maks. | Przyspieszenie 0-100km/h |
| ------ | ---------------------- | --------- | ----- | ----------------------------- | -------------- | ------------------------ |
| 2.0TDI | R4                     | 1968cm 3  | 122KM | 320Nm przy 1600-2500 obr./min | 212km/h        | 10.7                     |
| 2.0TDI | R4                     | 1968 cm3  | 150KM | 360Nm przy1600-2750 obr./min  | 223km/h        | 9.3s                     |
| 2.0TDI | R4                     | 1968cm3   | 193KM | 400Nm przy 1750-3250 obr./min | 232km/h        | 7.6s                     |

|         | Uklad/liczba cylindów | Pojemność | MOC   | Moment obrotowy               | Prędkość maksymalna | Przyspieszenie 0-100Km/h |
| ------- | --------------------- | --------- | ----- | ----------------------------- | ------------------- | ------------------------ |
| 1.5 TSI | R4                    | 1498cm3   | 204KM | 250Nm przy 1500-4000 obr./min | 220km/h             | 8.1s                     |
| 1.5 TSI | R4                    | 1498cm3   | 272KM | 250Nm przy 1500-4000 obr./min | 225km/h             | 7.1s                     |
|         |                       |           |       |                               |                     |                          |

## Volkswagen Passat NMS

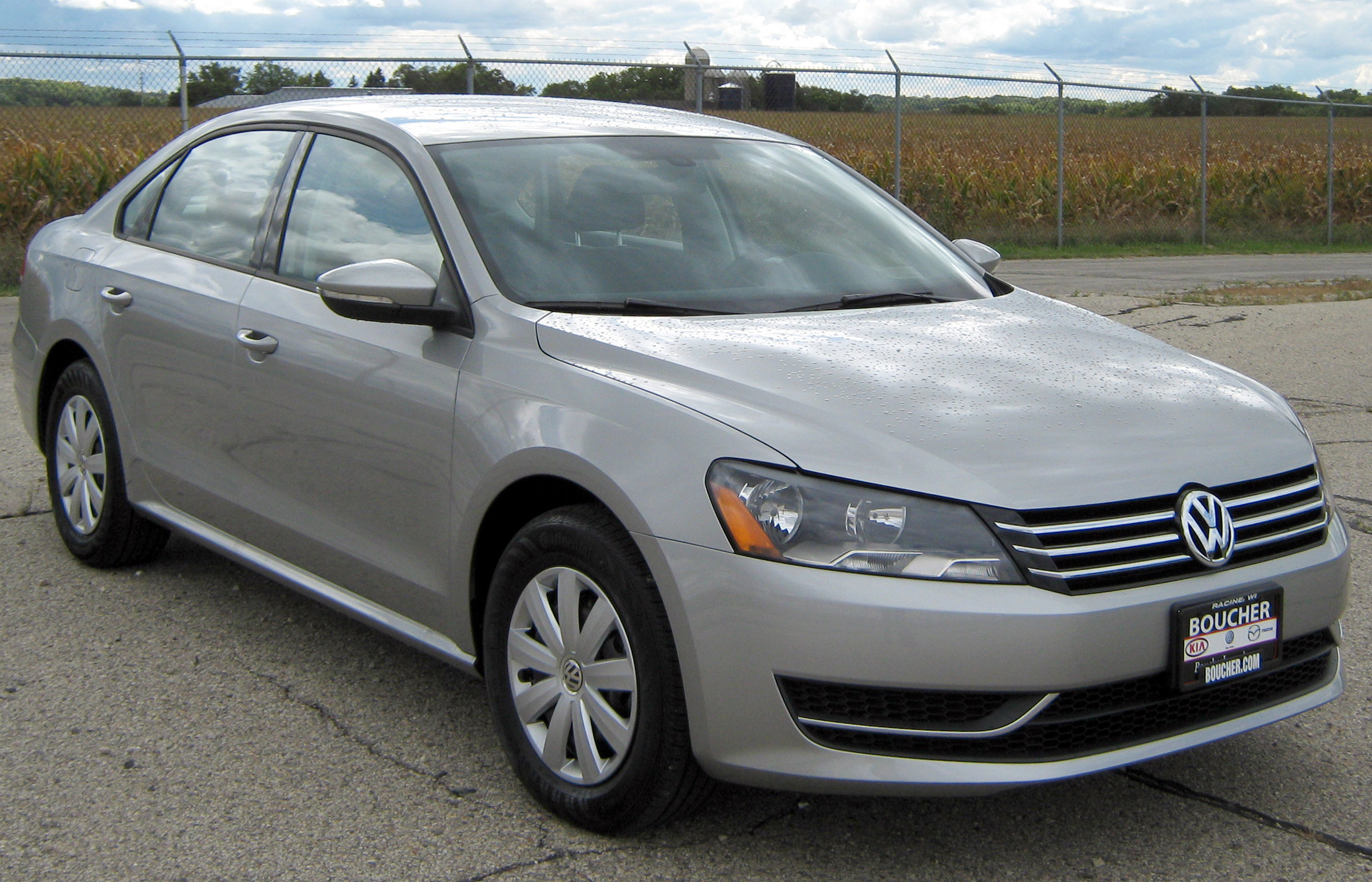
Volkswagen Passat NMS I

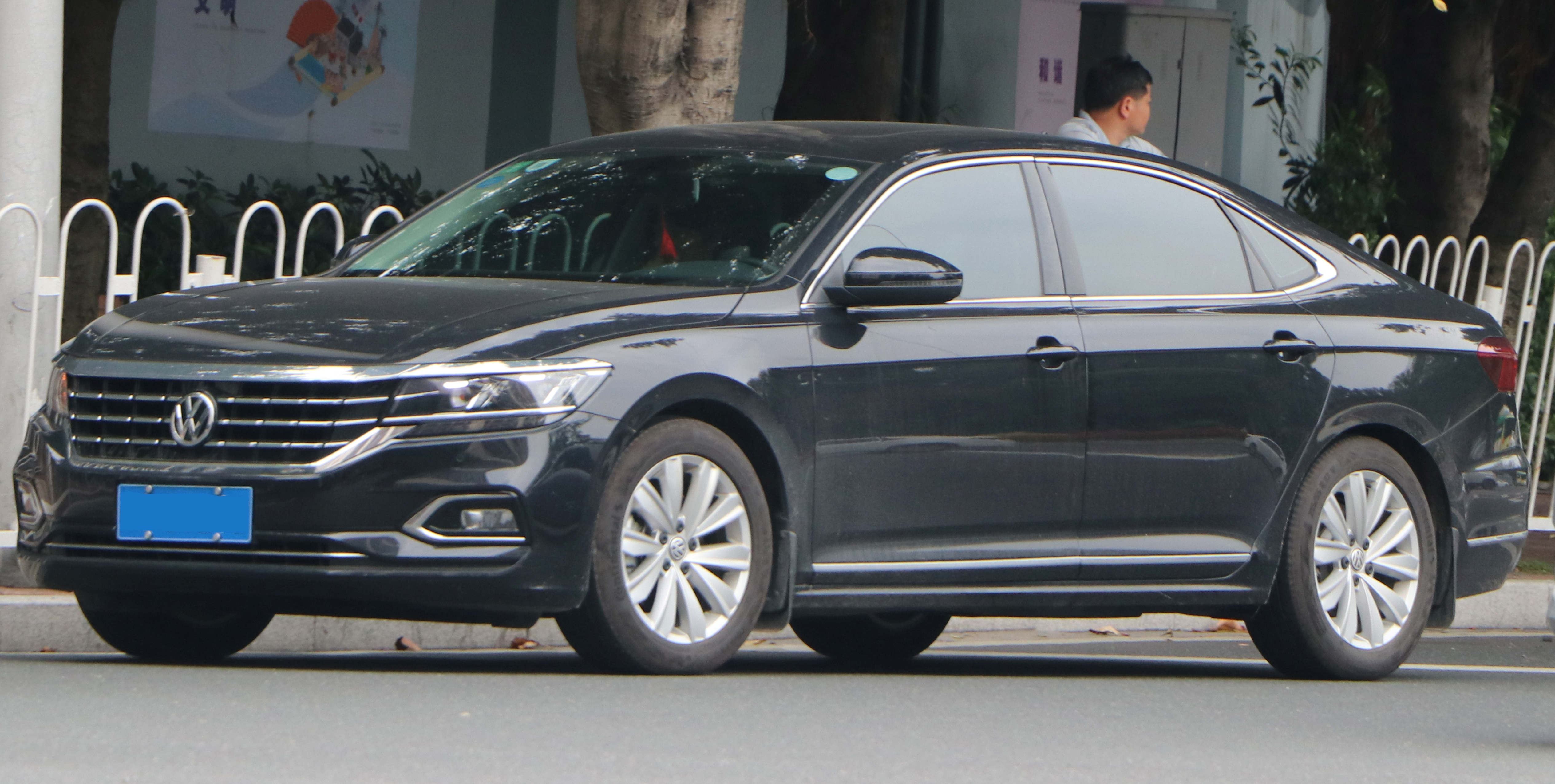
Volkswagen Passat NMS II

W 2011 roku Volkswagen postanowił opracować drugą wersję siódmej generacji Passata specjalnie dla rynku Stanów Zjednoczonych i Chin pod przydomkiem Volkswagen Passat NMS, który pochodzi od fabrycznego określenia New Midsize Sedan. Jest to zupełnie inny model, który z europejskim Passatem B7 dzielił tylko nazwę i niektóre cechy wyglądu. Samochód jest znacznie dłuższy, ma większą przestrzeń z tyłu i bardziej zachowawczo stylizowany kokpit. Samochód oferowano w USA z inną gamą silników. Poza Ameryką Północną, Passat NMS był oferowany także w Chinach.
W październiku 2018 roku przedstawiono drugą generację Passata NMS, która w jeszcze większym stopniu różni się od oferowanego w Europie od 2014 roku Passata ósmej generacji. Samochód zyskał zupełnie inną sylwetkę, na czele z chromowanym pasem przednim i wyraźnymi przetłoczeniami na linii bocznej. Drugie wcielenie jest jeszcze dłuższe i szersze od poprzednika i ponownie oferowane jest zarówno w USA, jak i Chinach.
W styczniu 2022 roku zakończono produkcję modelu w USA, natomiast w Chinach samochód był produkowany do 2024 roku.